# القوات البحرية المصرية
القُواتُ البَحريَّة المِصريَّة هي أحد الفروع الرئيسية للقوات المسلحة المصرية، وهي المسئولة عن حماية أكثر من 2000 كم من الشريط الساحلي المصري بالبحرين الأبيض والأحمر، وتأمين الحدود البحرية والمجرى الملاحي لقناة السويس وجميع الموانئ المصرية البالغ عددها 21 ميناء، بالإضافة إلى 98 هدفًا بحريًا، بخلاف الأهداف الساحلية على البحر.
تعتبر القوات البحرية أقوى سلاح بحري في الشرق الأوسط وإفريقيا، وتحتل المرتبة السابعة عالميًا من حيث عدد السفن، وتعد من أكبر وأعرق الأسلحة البحرية في العالم.
تفتقر القوات البحرية لذراع الجو الخاص بها وتعتمد على القوات الجوية في عمليات الاستطلاع البحري والحماية ضد الغواصات وتأمين حمايتها الجوية وطرق الإمداد والتموين والنقل الجوي والقيام بمهام الإنقاذ البحري. إلا أنها تمتلك سفن إبرار وقيادة قادرة على نقل الطائرات المروحية والجنود والمعدات إلى مناطق القتال خارج حدود الدولة.
أنشئت القوات البحرية بقرار ملكي تحت اسم السلاح البحري الملكي، وعين محمود حمزة باشا قائدًا للسلاح بالإضافة إلى عمله مديرًا عامًا لإدارة المرافئ والمنائر في 30 يونيو 1946، وشكل ضباط البحرية والبحارة الذين كانوا يعملون في مصلحة خفر السواحل نواة القوات البحرية.
وفي 30 سبتمبر 1959 أطلق عليها اسم القوات البحرية لتمثل أحد الفروع الرئيسية للقوات المسلحة.
يدخل في خدمة القوات جميع الضباط من خريجي الكلية البحرية المصرية، ويقع مقر قيادة القوات بمنطقة رأس التين بالإسكندرية، ويتولى قيادتها حاليًا اللواء / محمود عادل فوزي.  وتحتفل القوات البحرية بعيدها يوم 21 أكتوبر من كل عام، وهو اليوم الذي شهد إغراق المدمرة الإسرائيلية إيلات عام 1967.

## تاريخ البحرية المصرية

### العصور القديمة

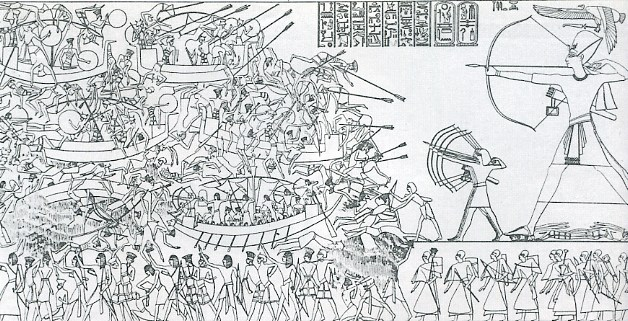
رمسيس الثالث في معركة الدلتا بين البحرية المصرية القديمة وشعوب البحر حوال 1198-1166 ق.م

تشير النصوص التاريخية على جدران المعابد والمقابر الفرعونية إلى الدور الذي لعبه رجال الأسطول المصري القديم في المعارك التي دارت خلال تلك الحقبة التاريخية. وعبرت مراكب وسفن الجيش المصري نهر النيل والبحرين الأبيض والأحمر لعدة أسباب منها إخماد الثورات ضد الدولة والسيطرة على سواحل الإقليم المصري وحماية حدود البلاد البحرية والقضاء على أعدائها، حتى وصل الأسطول المصري إلى باب المندب وسواحل الصومال في البحر الأحمر وسواحل سوريا وفلسطين في البحر المتوسط. وأنشأت مصر الفرعونية ترسانة لتزود الأسطول بالمراكب والسفن الشراعية المصنوعة من خشب الأرز. عقب انتهاء الاحتلال الفارسي لمصر ووفاة الإسكندر الأكبر وقعت مصر تحت سيطرة البطالمة لمدة ثلاثة قرون انتهت بمعركة أكتيوم البحرية، بنى خلالها البطالمة قوة عسكرية بحرية ضاربة احتلوا بها دور قيادي في منطقة البحر المتوسط. وشهدت فترة الاحتلال الروماني لمصر وتحولها إلى ولاية رومانية تراجعاً لدور البحرية المصرية على حساب البحرية الرومانية التي سيطرت على معظم حوض البحر المتوسط. وخلال الفترة التي أعقبت الفتح العربي لمصر برزت البحرية المصرية من جديد بدءاً من عصر الخليفة عثمان بن عفان الذي أنشئ في عهده أول أسطول بحري إسلامي وتولى مسئوليته عبد الله بن أبي السرح والي مصر. وكان أول أعماله البحرية غزو جزيرة قبرص عام 649 بأسطول مصري سوري مشترك، ثم معركة ذات الصواري التي جرت أحداثها عام 654 - 655 وانتصر فيها الأسطول المصري السوري لينهي السيادة البيزنطية على سواحل الدولة الإسلامية. وكان لمصر خلال العصر الإسلامي دور لصناعة السفن منها دار صناعة القلزم (السويس) ودار صناعي بالإضافة إلى مراكز بحرية في رشيد ودمياط وتنيس ودار صناعة بجزيرة الروضة (بابليون). أما في العصر الفاطمي فقد اشترك الأسطول المصري في القضاء على القرامطة في الشام وفي إخماد الثورات ضد الدولة الفاطمية كما خاض عدة معارك ضد البيزنطيين، وبسبب اضمحلال الدولة الفاطمية تقلص دور البحرية المصرية حتى نهاية الفاطميين وظهور صلاح الدين الأيوبي الذي اهتم بالأسطول البحري لدعم سياسته الرامية إلى جمع المنطقة تحت قيادته تمهيداً لقتال الصليبيين، واهتم من بعده السلطان الكامل محمد وولده الصالح أيوب أيضاً بالأسطول البحري لصد الهجمات الصليبية على السواحل المصرية. وحرص سلاطين المماليك بعد ذلك على الاحتفاظ بأسطول بحري قوي بسبب اشتداد غارات القبارصة على سواحل مصر والشام. وبعد أن تمكنت مصر من القضاء على الخطر الصليبي لم تلبث أن اصطدمت بخطر التوسع البرتغالي في المحيط الهندي والبحر الأحمر ثم بالخطر العثماني الذي انتهى باحتلال مصر عام 1517.:13:9

### العصر الحديث
لم يكن يوجد في مصر أية منشئات بحرية مطلقًا حتى أواخر عام 1809، مما دعا مُحمد علي إلى الشروع في بناء هذا السلاح الهام فقام بإنشاء ترسانة ودار صناعة وورش بساحل بولاق وأرسل بعثات لجلب الأخشاب من أنحاء القطر المصري وبلاد الروم. وفي ترسانة بولاق صنعت السفن ثم نقلت منفصلة على الجمال إلى دار صناعة السفن بالسويس التي أنشئت بعد دار صناعة بولاق وهناك شيدت أربع سفن من نوع الإبريق وإحدى عشر سفينة من نوع السكونة (سفينة بسارية واحدة لها قلوع مربعة ونصف سارية ذات قلوع مخروطية) فكانت تلك هي نواة القوات البحرية المصرية والتي كانت مهمتها في بادئ الأمر تأمين نقل العسكر والمَهمات وحماية السواحل المصرية في البحر الأحمر. ولما فتح مُحمد علي الأقطار السودانية أنشأ دار صناعة الخرطوم ثم قام بإنشاء دار صناعة جديدة بالإسكندرية.:68:62:58:57
بعد حرب الوهابيين عرف مُحمد علي فائدة الأساطيل البحرية في حماية السواحل وحفظ الثغور وكان السلطان محمود أهداه سفينتين حربيتين فعزم على تكوين أسطول بالبحر المتوسط تكون هاتان السفينتان نواة له. ولما لم تكن دور الصناعة المصرية مستعدة لصنع السفن من الطراز الحديث فقد اضطر مُحمد علي أن يتفق مع تجار من الفرنج على ابتياعها له من مصانع أوروبا فأتو له بسفن من نوع الفرقاطة والقرويت والإبريق وانتخب لها قواد بحريين من سفن التجار الأتراك والإسكندريين وأخذ مَلاَّحيها من المتطوعين وأحضر لهم المعلمين من الفرنسيين والطليان فتمكن بهذه السفن من حماية سواحل مصر بالبحر المتوسط وإرهاب القراصنة فضلاً عن مساعدة الدولة العثمانية في حرب اليونان المعروفة بحرب المورة. وعين مُحمد علي على إمارة الأساطيل المصرية صهره محرم بك محافظ الإسكندرية ليكون أول أمير وناظر للبحرية المصرية، فيما عين المهندس الفرنسي مسيو سريزي رئيساً لمهندسي دار الصناعة والفرنسي مسيو بيسون مراقباً على إنشاء السفن التي أوصى عليها في أوروبا مع الحاج أحمد أغا.:68:62
في عام 1825 أنشئت أول مدرسة بحرية في مصر واختير تلاميذها أولاً من مماليك مُحمد علي وأبناء خدامه وكان من معلميها القبودان أنطون بنانسي والقبودان كاملو موسكاتي ومحمد بك الترجمان، والذين قاموا بتخريج الكثير من رجال البحرية المصرية، ثم أعيد تأسيس هذه المدرسة في عام 1831 واقتبست نظامها الجديد من النظم المتبعة بالمدارس البحرية بفرنسا.:68:62

### سلاح البحرية الملكي

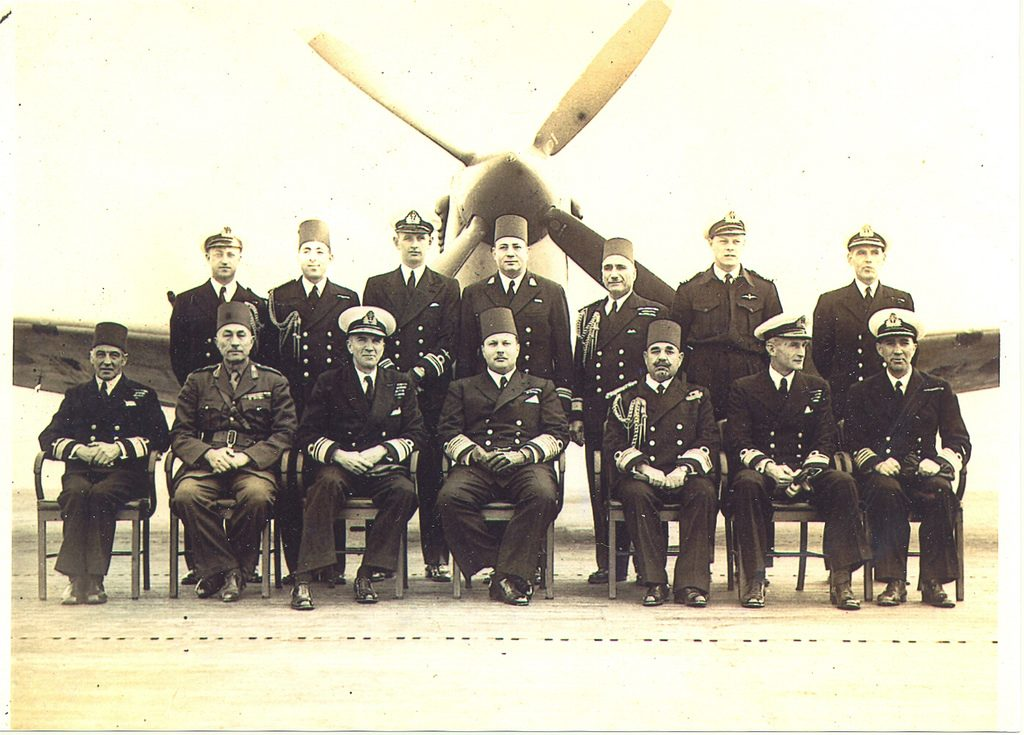
الملك فاروق وبجواره محمود حمزة باشا أول قائد لسلاح البحرية الملكي

كان أول ما ترتب على الاحتلال البريطاني لمصر هو تسريح الجيش وإلغاء البحرية وبيع وفك أجزاء معظم سفن الأسطول المصري والإبقاء على عدد محدود جدا من السفن، وتقاسمت بقايا الأسطول كل من مصلحة الليمانات والفنارات ومصلحة خفر السواحل التي كانت تابعة لوزارة المالية في ذلك الوقت والتي تحملت مهمة الحفاظ على البحرية المصرية من الاندثار.:122:121 عقب نهاية الحرب العالمية الثانية، وعندما ظهرت الحاجة لوجود قوة بحرية تشرف على نواحي الدفاع عن سواحل البلاد، سعت الحكومة المصرية إلى إنشاء سلاح البحرية من جديد، وبعد طول إصرار من المحتل البريطاني على منع مصر من إعادة تكوين سلاح البحرية، تمكنت الحكومة من إصدار قرار في 30 يونيو 1946 بإنشاء البحرية المصرية تحت اسم «السلاح البحري» وتعيين أمير البحار محمود حمزة باشا قائداً له وألحق بوزارة الدفاع الوطني، وكانت إمكانيات مصلحة خفر السواحل هي اللبنة الأولى في بناء هذا السلاح الذي ضم إليه معظم الضباط والجنود البحريين العاملين بالمصلحة. تكون سلاح البحرية من عدة إدارات هي:
- إدارة العمليات البحرية: وتختص بوضع الخطط البحرية وبتحركات السفن.
- إدارة إمداد وتموين البحرية: وتختص بتوفير احتياجات السفن بإدارة مخازن البحرية.
- الإدارة البحرية: وتختص بشئون الأفراد والضباط.
- الإدارة الهندسية: وتختص بالإشراف على أعمال صيانة السفن.
- الأقسام الإدارية: وتختص بالنواحي المالية.
- مركز التدريب البحري: ويتبعه مدارس فن البحر ومدرسة المدفعية ومدرسة الطوربيد ومكافحة الغواصات ومدرسة الإشارة.
- الكلية البحرية: وتختص بتخريج الضباط المدربين ليكونوا دعامة للأسطول البحري المزمع تكوينه.
- المستشفى البحري.[13]:135:128

## الحروب والمعارك

### حرب المورة

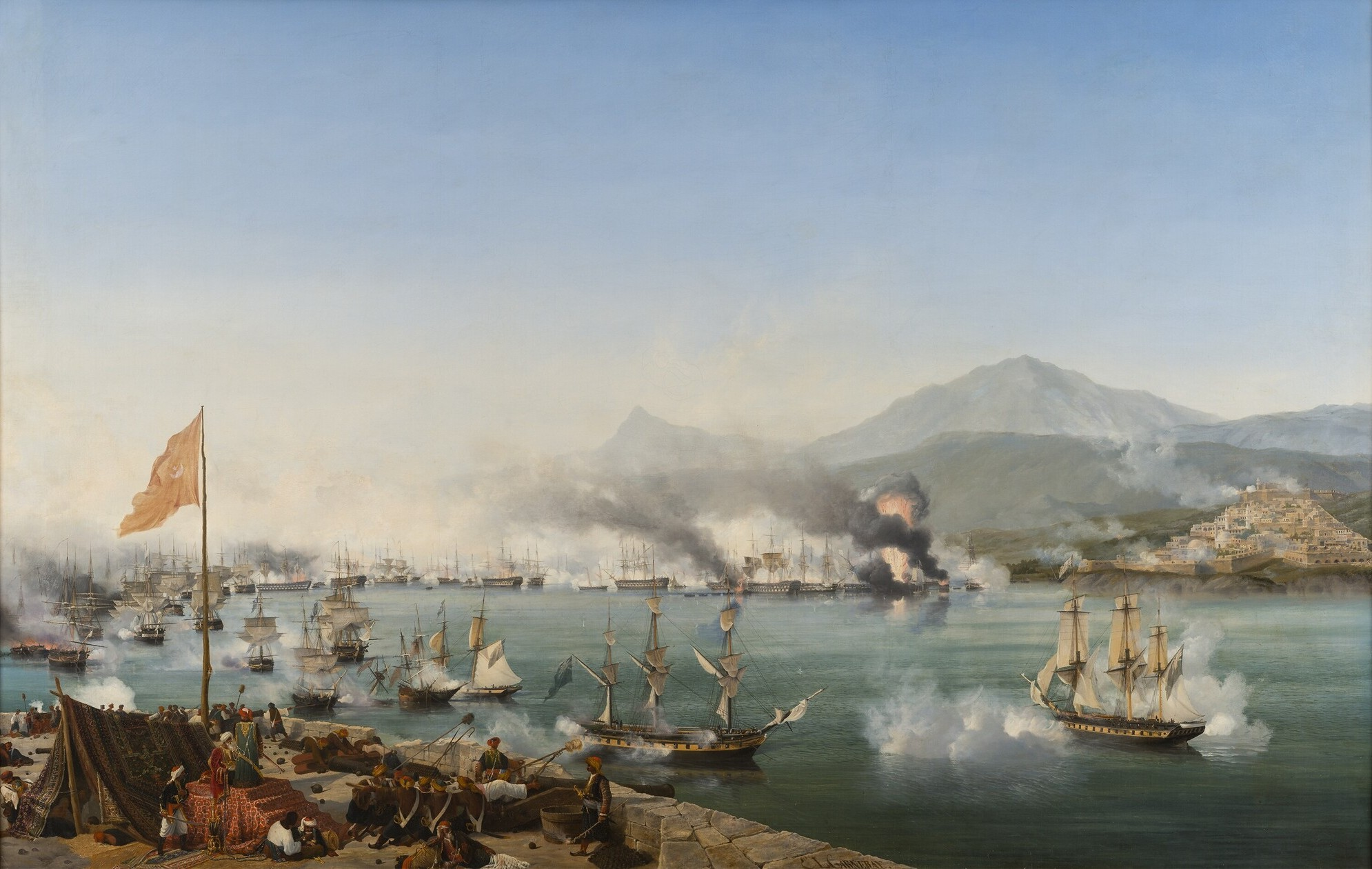
معركة نافارين

في عام 1821 طلب السلطان محمود من مُحمد علي أن يمد الدولة العثمانية بأسطوله لإخماد ثورة اليونان فلبى الطلب وأصدر أمره إلى محرم بك قائد الأسطول المصري بإعداد سفنه وشحنها بالذخائر والعتاد والرجال وقيادتها إلى مياه اليونان. وكان الأسطول المصري مكوناً من أربعة عشر سفينة تحت قيادة أربعة عشر قبطاناً، ثم جهز مُحمد علي أسطولاً آخر مكون من ثمانية عشر سفينة ليعزز الأسطول المصري في اليونان، فيما كان الجيش المصري بما فيه من المشاة والفرسان والمدفعية تحت قيادة إبراهيم باشا يحقق انتصارات على الأرض على ثوار اليونان مرجحاً كفة الدولة العثمانية بعد أن كانت تعاني من الهزيمة، مما حرك عوامل التعصب في دول أوروبا ودخلت أساطيل انجلترا وفرنسا وروسيا إلى ميناء نافارين في 20 أكتوبر 1827 بمجموع 26 سفينة كبيرة محملة بـ 1266 مدفعاً مقابل 53 سفينة مصرية وعثمانية محملة بـ 1588 مدفعاً، فأطلق الأسطول الأوروبي نيرانه فجأة ودون سابق إنذار على الأسطول المصري العثماني وهو غير متأهب، في واقعة غدر وخيانة على غير المتبع في الحروب البحرية في ذلك الوقت، فتلفت في تلك المعركة أكثر سفن الأسطول المصري العثماني ولم ينج منه إلا القليل. إلا أن مُحمد علي تلاحق آثار الهزيمة بسرعة فقام بسد الفراغ الذي حل بأسطوله بإصلاح ما أمكن من من سفنه وابتياع سفن جديدة بالإضافة إلى ضم السفن التي خرجت من دار صناعة الإسكندرية، فكون أسطولاً عظيماً فاق أسطوله الأول حتى عده البعض ثاني أساطيل العالم في الترتيب في ذلك الوقت.:72:69:76

### حرب الشام
في عام 1831 أقلع أسطول مصري مكون من ست عشرة سفينة حربية من الفرقاطات والقراويت وسبع عشرة سفينة نقل تحت قيادة أمير البحر عثمان نور الدين باشا قاصداً سواحل الشام لإنزال الجنود المصرية بها وحمايتهم حتى ينضموا إلى الجيش المصري الذي زحف على الشام براً، بالإضافة إلى ضرب سواحل الشام وحصارها ومنع تسرب المؤونة والذخيرة إليها ومطاردة الأسطول العثماني. وقام الأسطول المصري بضرب حصون عكا ومحاصرة الأسطول العثماني في ميناء مرمريس إلى أن أمره إبراهيم باشا سر عسكر الجيش (القائد العام) بالعودة إلى مصر في مارس 1833.:76:73:40
ومن وقائع هذه الحرب أن انشق أحمد فوزي باشا الأمير الأول للأسطول العثماني عن جيشه لما نما إلى علمه من غدر الصدر الأعظم للدولة العثمانية خسرو باشا به وتخطيطه لقتله، فأبحر بأسطوله المكون من تسع سفن كبيرة من صنف القباق وإحدى عشرة فرقاطة وخمسة قراويت وأباريق، وسلمه إلى مُحمد علي غنيمة باردة إلى أن رُد إلى للدولة العثمانية في اتفاقية عام 1840.:76:73

### حرب القرم

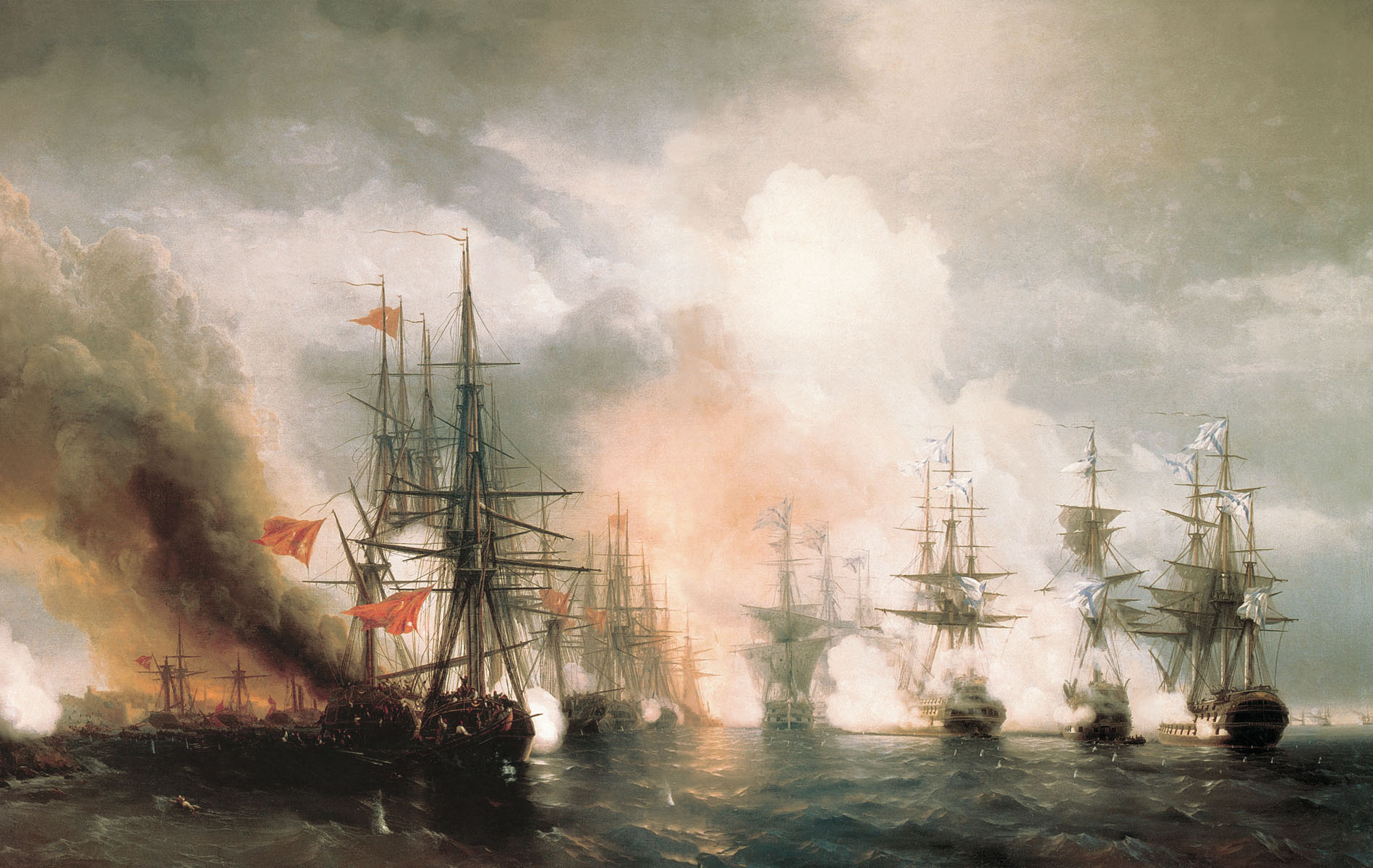
معارك البحرية العثمانية والمصرية في حرب القرم ضد البحرية الروسية في عام 1853

كان الباعث الحقيقي وراء هذه الحرب هو مطامع القيصر الروسي نقولا الأول الموجهة نحو الآستانة والذي تذرع بشجار حدث بين الرهبان الإغريق ورهبان الأراضي المقدسة على الأراضي العثمانية، لكي يقوم في 5 مايو 1853 بإرسال إنذار إلى الباب العالي يتضمن الطلب باعتراف الباب العالي بحماية القيصر لكافة المسيحيين الإغريق المقيمين في الإمبراطورية العثمانية، وهو الطلب الذي رفضه الباب العالي وعلى ذلك أصدر القيصر الأوامر لجنوده بالزحف والإغارة على الدانوب، مما أشعل الحرب بين الإمبراطوريتين.:46:45
ولما رأى السلطان عبد المجيد شبح الحرب يهدد سلامة الدولة طلب من عباس باشا الأول والي مصر أن يرسل إليه نجدة من الجنود المصرية، فامتثل الوالي وأمر بتعبئة أسطول مكون من اثنتي عشر سفينة مزودة بـ 642 مدفعاً و6850 جندياً بحرياً قيادة أمير البحر المصري حسن باشا الإسكندراني بالإضافة إلى تعبئة جيش بري بقيادة الفريق سليم فتحي باشا.:47 وفي 27 مارس 1854 أعلنت كل من فرنسا وانجلترا الحرب على روسيا وانضمامها إلى جانب الدولة العثمانية. وفي 31 أكتوبر 1854 لدى عودة حسن باشا الإسكندراني بقسم من الأسطول المصري إلى الآستانة ليرممه هبت عليه عاصفة في البحر الأسود فألقت بالغليون الذي كان فيه وبفرقاطة تحت قيادة وكيله محمد شنن بك على شواطئ الروم فغرقا وغرق معهما 1920 جندي بحري، ولم ينجوا إلا 130 جندي.:191 وقتل سليم فتحي باشا خلال المعارك.:195 وانتهت الحرب بعقد الصلح بين الإمبراطوريتين العثمانية والروسية في أواسط عام 1856.:220

### حرب 1948
على إثر اتخاذ هيئة الأمم المتحدة قرارها في 29 نوفمبر 1947 بتقسيم فلسطين وقرار بريطانيا بالتخلي عن مسئولياتها كدولة منتدبة لإدارة فلسطين، بدأت الاستعدادات المصرية لدخول القوات المسلحة إلى الأراضي الفلسطينية في 15 مايو 1948 لحماية الأراضي والأملاك العربية، وألقي على كاهل سلاح البحرية عبء حراسة الساحل وحماية جناح القوات الأيسر من الهجوم من جهة البحر. وتحددت واجبات البحرية في حراسة الساحل بمنطقة القتال، ومراقبة الموانئ الإسرائيلية في أثناء الهدنة، وضرب موانئ العدو، ونقل المؤن والذخيرة وتموين القوات البرية، والبحث عن سفن تموين العدو ومصادرتها أو إغراقها، والاشتباك مع سفن العدو المسلحة. وكذلك تنظيم الدفاع عن الإسكندرية ضد أي هجوم بحري، وفرض التفتيش الحربي بميناء الإسكندرية وحصر الحمولات والمؤن والعتاد والمهاجرين من اليهود إلى فلسطين. وخاض سلاح البحرية عدة معارك شرسة مع القوات الإسرائيلية منها معركة المجدل ومعركة غزة وقصفت ميناء قيصرية وميناء تل أبيب وميناء نهاريا.:149:136

### حرب 1956

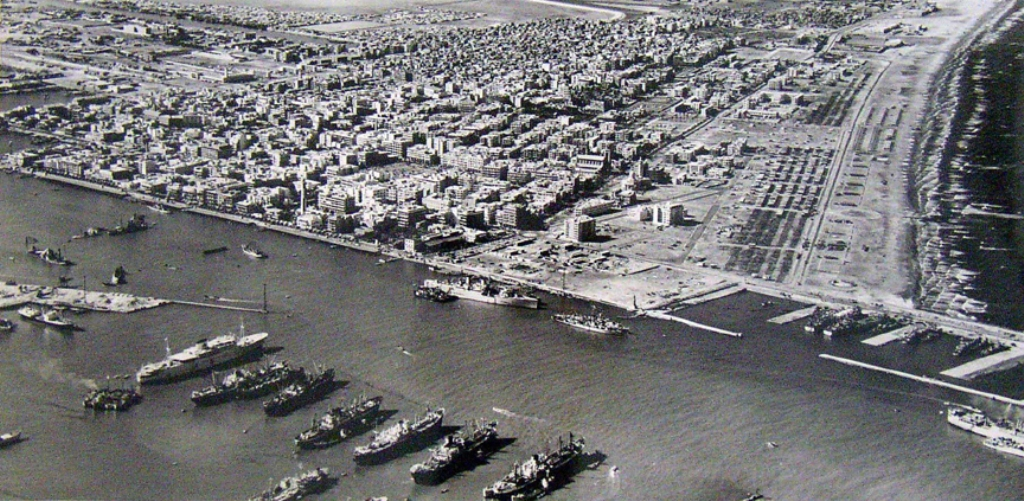
ميناء بورسعيد عام 1956

دخلت البحرية المصرية في مواجهات ضد القطع البحرية البريطانية والفرنسية والإسرائيلية خلال حرب 1956. في 31 أكتوبر 1956 خاضت الفرقاطة المصرية «دمياط» بقيادة الصاغ بحري محمد شاكر حسين معركة أمام وحدتين بريطانيتين هما «المدمرة ديانا» و«الطراد نيوفاوندلاند» ذو التسع مدافع من عيار 6 بوصة فيما كان تسليح الفرقاطة «دمياط» يقتصر على مدفع واحد عيار 4 بوصة حيث كانت تستعمل في الأصل كسفينة تدريب. رفض قائد الفرقاطة المصرية التسليم، واستمر في قصف السفن المعادية إلى أن أصيبت «دمياط» وتعطل مدفعها الوحيد، فما كان من قائدها إلا أن توجه بالسرعة الكاملة للفرقاطة محاولاً الاصطدام بالطراد البريطاني ليغرقا معاً، فصبت الوحدات البريطانية نيرانها عليه حتى مالت دمياط وبدأت في الغرق، وبقي القائد المصري وبرفقته ضابطه الأول يشرفان على نزول جميع أفراد طاقمه ويأمرونهم بالابتعاد عن الحطام حتى غرقا مع سفينتهما. في 1 نوفمبر 1956 تمكن قائد «الفرقاطة رشيد» الصاغ بحري سعد عبد العزيز أبو الوفا من التسلل والإفلات من الحصار البحري المضروب حوله وغادر مرساه في شرم الشيخ ليتسنى له القتال بحراً إذا تعرض لاعتداء ونجح في الوصول إلى ميناء الوجه بالمملكة العربية السعودية ماراً وسط طرادات ومدمرات القوات المعادية المنتشرة في البحر الأحمر. في حين توجهت خمس طائرات إسرائيلية في اليوم التالي لضرب الفرقاطة رشيد في مرساها المعتاد بشرم الشيخ وإغراقها ولما لم تجدها وكان مكانها المدمرة البريطانية كرين في مدخل نيرانها ظنتها الفرقاطة المصرية وأصابتها إصابات خطيرة بينما أسقطت المدمرة كرين إحدى الطائرات الإسرائيلية. في يوم 5 نوفمبر 1956 قامت القوات المعادية بإسقاط مظلي لاحتلال بورسعيد وبورفؤاد واستبسلت قوات الجيش وأفراد الشعب في الدفاع طوال أيام 5 و6 و7 نوفمبر 1956، وكان يقوم بحراسة القاعدة البحرية في بورسعيد قوة من الجنود البحريين الذين قاموا بالدفاع عنها حتى قتلوا عن آخرهم بعد أن كبدوا القوات المعادية خسائر رغم تفوقه عليهم في العدد والمعدات.:162:158

### حرب 1967
انتهت حرب 1967 دون وقوع معارك بحرية بالمعنى المعروف فيما عدا اشتباك الفرقاطة طارق مع الغواصة الإسرائيلية «تانين» وإصابتها أمام سواحل الإسكندرية يوم 6 يونيو 1967، ولم تحسن القوات البحرية الإسرائيلية استغلال تفوقها الجوي في تلك الحرب واكتفت بالقيام ببعض الأعمال الثانوية كإنزال الضفادع البشرية في موانئ الإسكندرية وبورسعيد بغرض التخريب، ولم تتح الفرصة للقوات البحرية المصرية لاكتشاف فاعلية تسليحها الجديد الذي بدأ عقب حرب 1956، وكانت خسائر البحرية المصرية في حرب 1967 تساوي صفراً سواء بالنسبة للأفراد أو المعدات.:183

### حرب الاستنزاف
شهدت حرب الاستنزاف التي تلت حرب يونيو 1967، أنشطة قتالية بحرية بين الجانبين المصري والإسرائيلي، استطاع خلالها عناصر البحرية المصرية تطبيق أسس فنون الحرب البحرية محققين الهدف من الحرب بإحداث أكبر قدر من الخسائر بالبحرية الإسرائيلية أعادت كثيراً من الثقة والكرامة للجنود المصريين وللشعب المصري في ذلك الوقت. منها اشتراك الفرقاطة بورسعيد والمدمرة السويس في الدفاع عن قاعدة بورسعيد البحرية في الفترة من 2 يوليو 1967 إلى 19 أكتوبر 1967، والاشتراك في صد الهجوم على رأس العش بواسطة الفرقاطة بورسعيد بمساندة المدفعية الساحلية يومي 1 يوليو 1967 و8 يوليو 1967، والتصدي لمحاولات القوات الإسرائيلية بدفع بعض وحداته من خليج السويس إلى مدخل قناة السويس، وإصابة ناقلة جنود إسرائيلية يوم 4 سبتمبر 1967، وقصف تجمعات إسرائيلية في مناطق رمانة وبالوظة يومي 8/9 من نوفمبر 1969 عن طريق المدمرتين الناصر ودمياط. بالإضافة إلى إغارة الضفادع البشرية على ميناء إيلات في نوفمبر 1969، وفبراير 1970، ومايو 1970، وإغراق سفينة الإنزال بات يام، كما كان كم أبرز العمليات إغراق كاسحة الألغام دمياط للغواصة داكار، وتدمير منصة البحث والتنقيب على البترول «كيتينج» في أبيدجان بساحل العاج، وإغراق المدمرة إيلات يوم 21 أكتوبر 1967 الذي اختير عيداً للبحرية المصرية.

#### عملية رمانة وبالوظة
في يومي 8 و9 نوفمبر 1969 قصفت عناصر القوات البحرية تجمعات العدو الإسرائيلي في مناطق رمانة وبالوظة، حيث قام تشكيل بحري مكون من المدمرتين الناصر ودمياط يرافقهما سرب زوارق طوربيد وسرب زوارق صواريخ، بالاشتراك مع المدفعية الساحلية المصرية بتدمير المنطقة الإدارية للعدو في منطقة رمانة وبالوظة على الساحل الشمالي لسيناء، فاستطاعت تدمير حشود ضخمة من قوات العدو ومدفعياته ومناطق شؤونه الإدارية ومستودعاته.

#### إغراق المدمرة إيلات

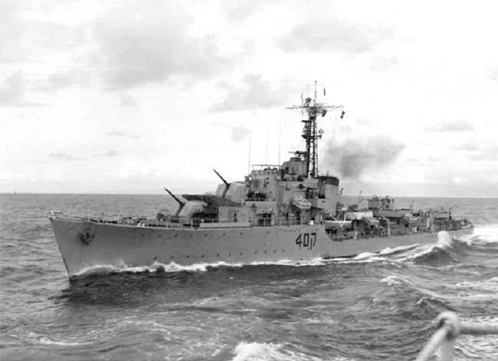
المدمرة إيلات

في 11 يوليو 1967 بعد شهر واحد من حرب 1967، صدرت تعليمات من القيادة العسكرية الإسرائيلية إلى المدمرة إيلات بالانتقال بمصاحبة اثنين من زوارق الطوربيد المسلحة من موقعها في البحر المتوسط إلى شمال شرق بورسعيد لتدخل بذلك نطاق المياه الإقليمية المصرية وتتمكن من صنع كمين لأي وحدات بحرية مصرية تخرج من ميناء بورسعيد للقيام بدوريات استطلاع في هذه المنطقة. فصدرت التعليمات للنقيب عوني عازر قائد سرب زوارق الطوربيد المكون من زورقين بالخروج لاستطلاع الهدف وعدم الاشتباك معه إلا في حالة الدفاع عن النفس، وتعرض السرب المصري لأعطال فنية، فانتهزت القوات الإسرائيلية الفرصة وخرجت الزوارق الإسرائيلية من مكمنها واستطاعت إغراق الزورق الثاني بقيادة النقيب ممدوح شمس، وبقي الزورق الأول بقيادة النقيب عوني عازر وحيداً في مواجهة غير متكافئة مع المدمرة إيلات، والتي استطاعت في النهاية إغراق الزورق أثناء محاولة النقيب عوني عازر الاصطدام بالمدمرة لتفجيرها بعدما انتزع تيلات الأمان الخاصة بقذائف الأعماق.
في 18 أكتوبر 1967 اخترقت المدمرة إيلات المياه الإقليمية المصرية مرة أخرى بمسافة ميل ونصف لاستفزاز القوات المصرية ثم استدارت وعادت مرة أخرى إلى المياه الدولية، فاستأذن العميد بحري / محمود فهمي رئيس شعبة عمليات القوات البحرية (وقتها) من اللواء / طلعت حسن علي رئيس هيئة عمليات القوات المسلحة في الاشتباك مع المدمرة الإسرائيلية في حال عودتها إلى المياه الإقليمية المصرية، فقام بدوره بطلب الإذن من القائد العام للقوات المسلحة الفريق / محمد فوزي والذي حاز على تصديق الرئيس / جمال عبد الناصر على قرار القوات البحرية، لتصدر التعليمات في 21 أكتوبر إلى زورقين صواريخ من القاعدة البحرية ببورسعيد بالاشتباك والتدمير، وكان الزورق الأول رقم 504 بقيادة النقيب أحمد شاكر والزورق الثاني رقم 501 بقيادة النقيب لطفي جاب الله.
وبالفعل أطلق الزورق 504 صاروخ سطح / سطح على المدمرة إيلات من طراز ستيكس، فأصاب المدمرة إصابة مباشرة وأخذت تميل على جانبها فلاحقها بالصاروخ الثاني الذي أكمل إغراقها على مسافة تبعد 11 ميلا بحريا شمال شرق بورسعيد، وعليها طاقمها الذي يتكون من نحو مئة فرد إضافة إلى دفعة من طلبة الكلية البحرية كانت على ظهرها في رحلة تدريبية.
بعد ساعة من القصف الصاروخي الأول ظهر على رادار قاعدة بورسعيد وجود سفينة فخرج الزورق 501 وأطلق صاروخين أجهزا عليها تماماً. ودار جدل عقب القصف الثاني حول ما إذا كان الزورق 501 تمكن من إغراق مدمرة ثانية، وهي المدمرة «يافو» حيث أعلن الزورقان إغراق مدمرتين وكذلك القوات المسلحة في البداية قبل أن يتم التراجع عن هذا الإعلان لعدم وجود دليل على إغراق هذه المدمرة، ولم تظهر المدمرة يافو منذ ذلك التاريخ على مسرح أحداث العمليات البحرية مرة أخرى. واختير يوم 21 أكتوبر الذي أغرقت فيه المدمرة إيلات عيداً للقوات البحرية لما أبداه أفرادها من استبسال وشجاعة وإتقان في مواجهة العدو.
عقب انتهاء العملية طلبت إسرائيل من القوات الدولية الإذن بدخول المياه الإقليمية المصرية من أجل إنقاذ ما يمكن إنقاذه على متن المدمرة ووافقت السلطات المصرية ولم تستغل الفرصة في الإجهاز على باقي المصابين. وفي 24 أكتوبر 1967 قامت إسرائيل برد انتقامي على هذه العملية بقصف معامل تكرير البترول في ميناء الزيتيات في السويس، وحولتها إلى كتلة لهب.

#### تدمير السفينتين هيدروما وداليا (إيلات الأولى)

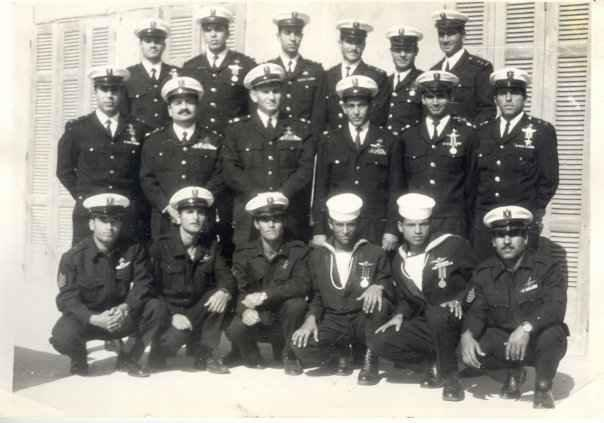
مجموعة الضفادع البشرية المصرية التي قامت بعملية تفجير ميناء إيلات والسفينة بيت شيفع وناقلة الجنود بات يام 1969

هي أولى العمليات التي ينفذها أفراد قوات الصاعقة البحرية «الضفادع البشرية» داخل ميناء إيلات الإسرائيلي وتعتبر أيضا أول عملية تقوم بها الضفادع البشرية في الشرق الأوسط بأكمله. تم اختيار المجموعة التي ستقوم بالعملية من قبل اللواء محمود فهمي لمهاجمة وتدمير سفينتي العدو «بيت شيفع» التي كان بوسعها حمل وإبرار الدبابات البرمائية والسيارات المدرعة، والسفينة «بات يام» التي كانت تقوم بنقل جنود المشاة والصاعقة. غير أن أفراد المهمة لم يستطيعوا الوصول إلى الميناء الحربي ووصلوا إلى الميناء التجاري في إيلات وقاموا بتلغيم السفينتين «هيدروما وداليا» التجاريتين.
بدأت مجريات تنفيذ المهمة عن طريق استدعاء أفراد العملية للمخابرات الحربية وتصويرهم وعمل جوازات سفر وهمية بمهنة طالب لتسهيل سفرهم إلى الأردن، وقامت المخابرات الحربية بتوصيل رسالة إلى أهالي أفراد العملية بأنهم في مهمة تدريبية ببورسعيد، وتم استقبال أفراد المجموعة منفردين في المطار، وتوصيلهم إلى البيت الآمن الخاص بالمخابرات في عمان، في حين سبقهم أفراد المخابرات الحربية بالأسلحة والألغام والقارب المطاطي والمعدات إلى الأردن عن طريق العراق لأن السلطات الأردنية لم تكن على علم بتنفيذ العملية. وتمت عملية التهريب تحت ادعاء أنها أسلحة خاصة بمنظمة فتح الفلسطينية، والتي كانت لها قوة مسيطرة في الأردن في تلك الفترة مما سهل عملية التهريب.
تم اقتياد المجموعة باستخدام دليل حتى نقطة الإنزال على طريق الأردن/السعودية، وتحركت المجموعة من نقطة الإنزال بقارب مطاطي إلى ميناء إيلات ليلة 9 نوفمبر، وعند وصولهم إلى الميناء لم يجدوا السفن المراد تفجيرها، فقامت المجموعة بتنفيذ مهمة استطلاعية للميناء والتدريب على تنفيذ العملية، وبعد الانتهاء من الاستطلاع عادت المجموعة إلى نقطة الإنزال، ومنها إلى القاهرة، ثم عادت مرة أخرى إلى إيلات بعدها بأسبوع ليلة 15 نوفمبر 1969 لتنفيذ العملية من جديد، على أن يتم مراقبة السفن بميناء إيلات عن طريق نقطة مراقبة مصرية بعلم السلطات الأردنية، وفي حالة ظهور السفن المراد تفجرها تذيع الإذاعة المصرية في إذاعة صوت العرب أغنية «بين شطيين ومية» لمحمد قنديل، وفي حالة عدم ظهور السفن تذاع أغنية «غاب القمر يا ابن عمي» لشادية، وكان الرئيس الراحل جمال عبد الناصر يتابع الإذاعة بنفسه. وحينما تم التأكد من وجود السفن عن طريق الإذاعة وصل أفراد العملية داخل ميناء إيلات بعد سباحة 2 كم مقسمين على 3 مجموعات، مجموعتان لتلغيم السفينة «هيدروما»، ومجموعة لتلغيم السفينة «داليا»، وكل ضفدع كان يحمل لغم لوضعه في مكان محدد في السفينة المطلوب تدميرها.
ونجحت العملية في تحقيق أهدافها وتدمير السفينتين، وكان الشهيد الوحيد في العملية الرقيب محمد فوزي البرقوقي الذي آثر استكمال الغطس وعدم الصعود للسطح ليستنشق الهواء حتى لا تنكشف العملية وتفشل، فقام زميله نبيل محمود عبد الوهاب بسحب جثمانه والسباحة بها لمسافة 14 كم في سابقة هي الأولى من نوعها في تاريخ البحرية في العالم، حرصاً منه على عدم ترك جثة رفيقه للإسرائيليين لعرضها في التليفزيون متفاخرين بقتله.

#### تدمير السفينتين بات يام وبيت شيفع (إيلات الثانية)

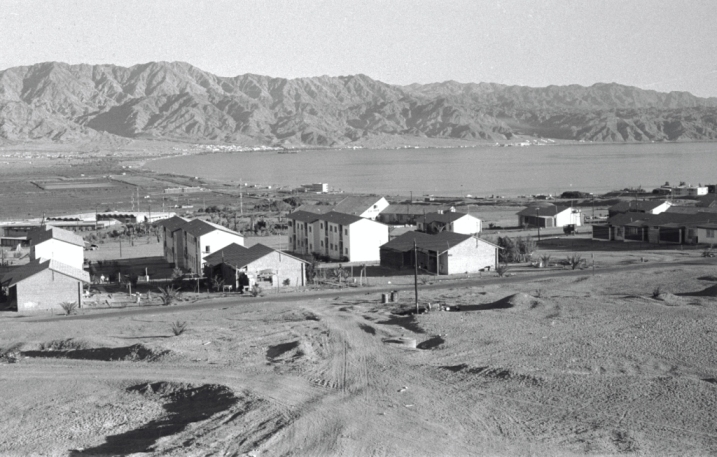
مدينة إيلات عام 1963

تم رصد السفينتين «بيت شيفع» و«بات يام» من قبل المخابرات المصرية، وصدرت الأوامر لمجموعة من رجال القوات الخاصة البحرية «الضفادع البشرية» بالاستعداد والتحرك لتنفيذ مهمة تدمير السفينتين وتوجهت المجموعة إلى العراق، ومنها إلى عمان ثم توجهت إلى العقبة بمساعدة منظمة التحرير الفلسطينية، ثم وصلت إلى شاطئ ميناء العقبة بمساعدة أردنية، برفقة المعدات العسكرية والألغام في يوم 5 فبراير 1970، وقسم رجال الضفادع الخاصة إلى مجموعتين، الأولى لمهاجمة «بات يام» بقيادة الملازم أول رامي عبد العزيز والرقيب فتحي محمد (الذي لم يستطع إكمال المهمة)، والثانية لمهاجمة «بيت شيفع» بقيادة الملازم أول عمرو البتانوني والرقيب على أبو ريشة، ثم بدئوا الغوص في المياه والاتجاه نحو ميناء إيلات الحربي.
واستطاعت المجموعتان تفادي الدوريات الإسرائيلية التي تقوم بحراسة السفينتان، وقاما بوضع الألغام في المكان المناسب. وبعد ابتعاد المجموعتان عن موقع التفجير، انفجر اللغم الأول ليحول «بات يام» إلى قطعة من اللهب وتتفتت وتغرق، أما سفينة «بيت شيفع» فنتيجة لتفجير «بات يام» قبل تفجير «بيت شفيع» بعشر دقائق تنبهت القيادات الإسرائيلية وأعطت أوامر لتتحرك السفينة إلى منطقة ضحله بالميناء حتى لا تغرق، وعلى رغم من انفجار لغمين بها أحدثت بها تلفيات شديدة إلى أنها لم تغرق على عكس سفينة «بات يام» التي أغرقها لغم واحد. عقب وصول أفراد المجموعتان إلى شاطئ العقبة بما فيهم الرقيب فتحي محمد الذي قرر العودة، سلموا أنفسهم إلى السلطات الأردنية، التي قامت بترحيلهم إلى عمان داخل مبنى المخابرات، وعقب حصول المخابرات المصرية على معلومات بأن مجموعة التنفيذ داخل الأردن، خاطبت نظيرتها الأردنية غير أنها نفت أية معلومات عنهم، إلا أنه أثناء القمة العربية بالقاهرة في ذلك التوقيت طلب الرئيس جمال عبد الناصر من الملك حسين الإفراج عنهم فورا، وبالفعل استلمتهم السفارة المصرية وعادوا إلى القاهرة.

#### إعادة تدمير السفينة بيت شيفع (إيلات الثالثة)
نتيجة لعدم غرق «بيت شفيع» قامت قيادة البحرية بإسناد مهمة تدمير السفينة في ميناء إيلات للمرة الثالثة إلى مجموعة من رجال الضفادع البشرية، وذلك في مايو 1970، حيث هاجم رجال الضفادع البشرية الميناء ووضعوا لغمين ليلاً أسفل رصيف إيلات الحربي، الذي ترسو عليه «بيت شيفع» صباح كل يوم، وتم ضبط جهاز التفجير بعد 12 ساعة، ولكن انفجر اللغم الأول قبل الموعد بخمس ساعات، كما انفجر اللغم الثاني قبل الموعد أيضاً بنحو ساعتين ونصف الساعة، في الوقت الذي تأخر وصول السفينة إلى الميناء نحو 12 ساعة، وبذلك لم يتحقق الهدف الرئيسي من العملية، إلا أنه تم تفجير رصيف ميناء إيلات الحربي، مما أحدث خسائر بشرية في الجانب الإسرائيلي بما فيها عدد من الضفادع البشرية التي كانت تحاول إزالة بقايا سفينة «بات يام» الغارقة من أعماق المياه.

#### إغراق الغواصة داكار

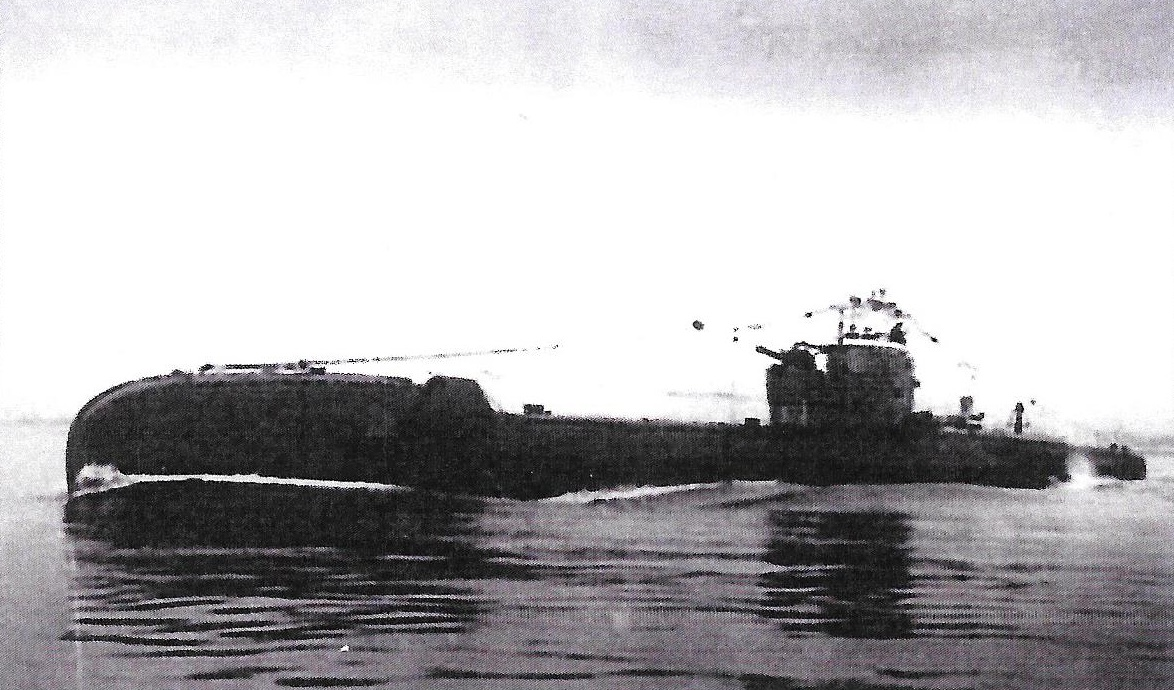
الغواصة داكار

في يناير 1968 رصدت أجهزة الرادار بقاعدة الإسكندرية البحرية اختراق الغواصة الإسرائيلية «داكار» سواحل الإسكندرية أثناء قدومها من لندن متجهةً إلى ميناء حيفا. فصدرت الأوامر إلى الفرقاطة المصرية أسيوط بمهاجمتها، مما اضطر الغواصة إلى الغطس السريع لتفادي الهجوم فارتطمت بالقاع وغرقت بكامل طاقمها وأثر ذلك بشكل كبير على الروح المعنوية للبحرية الإسرائيلية خاصة أنها كانت الرحلة الأولي لهذه الغواصة بعد أن تسلمتها إسرائيل من بريطانيا.

#### تدمير الحفار كيتينج
في 8 مارس 1970 قامت مجموعة من عناصر الوحدات الخاصة البحرية «الضفادع البشرية» بتدمير الحفار كيتينج بميناء أبيدجان بساحل العاج، والذي تعاقدت عليه إسرائيل مع شركة كندية بغرض التنقيب عن البترول في خليج السويس، في محاولة لإجبار مصر على القبول باستنزاف ثروتها من البترول، أو أن تهاجم إسرائيل الحقول المصرية ومنها حقل «مرجان» الوحيد الذي كان لا يزال في حوزة مصر، وبذلك يحرم الجيش المصري من إمدادات البترول. ونظراً للظروف الدولية السائدة والتوتّرات الإقليمية، فقد حاول البعض إثناء إسرائيل عن هذا العمل حتى لا تزيد الموقف توتراً، لكن فشلت كل تلك المساعي. وجاء القرار بتدمير الحفار قبل وصوله خليج السويس، بالرغم من الخوف من إثارة أزمات سياسية مع أكثر من دولة حيث قامت باستئجار الحفار شركة «ميدبار» وهي شركة إسرائيلية - أمريكية - إنجليزية، فيما كانت الشركة المالكة كندية وتقطره قاطرة هولندية لحساب شركة نقل إنجليزية. وتعقبت المخابرات العامة الحفار حتى وصل إلى مدينة أبيدجان بساحل العاج، وهناك قامت عناصر البحرية المصرية بتدميره.

### حرب أكتوبر
لعبت القوات البحرية دوراً محورياً في تحقيق نصر أكتوبر حيث كانت هناك مهام عديدة ملقاة على عاتقها واستطاعت تحقيقها بنجاح ومنها معاونة أعمال قتال الجيوش الميدانية في سيناء سواء بالنيران أم بحماية جانب القوات البرية المتقدمة بمحاذاة الساحل، كما قامت بتنفيذ المعاونة بالإبرار البحري لعناصر القوات الخاصة على الساحل الشمالي لسيناء، وسيطرت على مضيق باب المندب وباشرت حق الزيارة والتفتيش واعتراض السفن التجارية، ومنعها من الوصول إلى ميناء إيلات، مما أفقد الميناء قيمته وتم تعطيله عن العمل تماما، ومن ثم حرمان إسرائيل من جميع إمداداتها عن طريق البحر الأحمر، كذلك قامت بتنفيذ مهمة التعرض لخطوط المواصلات البحرية الإسرائيلية في البحر المتوسط والأحمر بكفاءة تامة، وعلى أعماق بعيدة، مما أدى إلى تحقيق آثار عسكرية واقتصادية ومعنوية على إسرائيل وقواتها المسلحة. كما نفذت إغارة بالنيران على الموانئ والمراسي والأهداف الساحلية بإسرائيل بتسديد ضربات بالصواريخ والمدفعية ضدها بأسلوب متطور اعتمد على خفة الحركة وسرعة المناورة مع توفير قوة نيران عالية، فيما وفرت تأمين النطاق التعبوي للقواعد البحرية في البحرين الأحمر والمتوسط وكان له أكبر الأثر الفاعل في إحباط جميع محاولات القوات الإسرائيلية للتدخل ضد القوات البحرية العاملة على المحاور الساحلية، وساعد على استمرار خطوط المواصلات البحرية من وإلى الموانئ المصرية دون أي تأثير وطوال فترة العمليات.
اعتباراً من يوم 27 سبتمبر 1973 بدأت خمسون قطعة بحرية مصرية انتشارها فوق مياه البحرين المتوسط والأحمر، كما وصلت مجموعة بحرية مكونة من مدمرات وفرقاطات إلى مضيق باب المندب بحجة مساندة اليمن الجنوبية. ومع بدأ العمليات في السادس من أكتوبر تم إعلان البحر الأحمر عند خط 21 شمالاً، منطقة عمليات وتمكنت البحرية المصرية خلال الفترة من 6 أكتوبر حتى 21 أكتوبر 1973 من اعتراض 200 سفينة محايدة ومعادية، إلا أن ناقلة بترول إسرائيلية لم تمتثل لتعليمات البحرية المصرية بالابتعاد عن الخط الشمالي المار بين جدة وبور سودان لأنها منطقة عمليات، فقامت الغواصات المصرية باعتراضها وإغراقها بالطوربيدات، فتوقت الملاحة نهائياً منذ يوم 7 أكتوبر في البحر الأحمر. وقامت وحدات بث الألغام البحرية بإغلاق مدخل خليج السويس، كما هاجمت الضفادع البشرية منطقة بلاعيم ودمرت حفاراً ضخماً، فيما تم قصف منطقة رأس سدر على خليج السويس بالصواريخ، لتصاب عمليات شحن البترول في خليج السويس إلى ميناء إيلات بالشلل التام. حيث كان الهدف الإستراتيجي للقوات البحرية هو حرمان إسرائيل وقواتها المسلحة من البترول المسلوب من الآبار المصرية في خليج السويس والبترول المستورد من إيران والذي يصل إلى 18 مليون برميل سنوياً. ونجحت القوات البحرية في السيطرة على مسرح العمليات البحرية بامتداد 1600 كم على السواحل المصرية و400 كم على السواحل الإسرائيلية لتؤمن أجناب الجيش المصري الذي يخوض معركة التحرير في سيناء وتحيط به مساحات مائية هائلة من الشمال والجنوب.

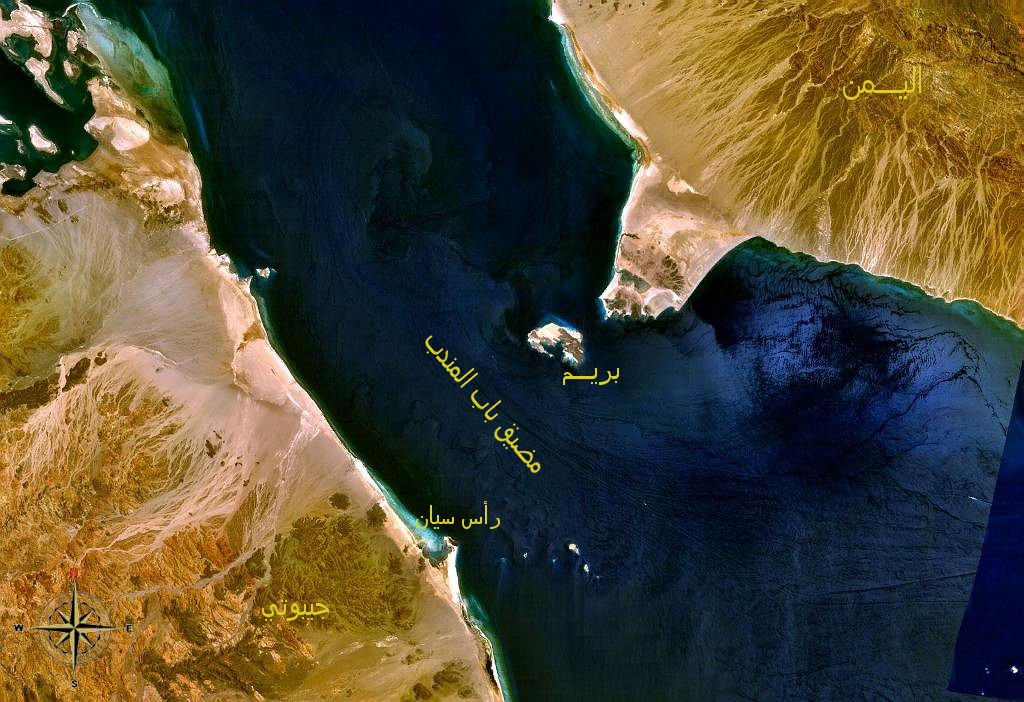
مضيق باب المندب

### تأمين باب المندب
عقب تطور الأوضاع في الأراضي اليمنية خلال أحداث عام 2015 من تهديد لمصالح الأمن القومي العربي استوجب الإسراع بتشكيل تحالف عربي عسكري تقوده المملكة العربية السعودية بمشاركة دول عربية من بينها مصر تحت مسمى «عاصفة الحزم» لتحجيم دور إيران الداعم للحوثيين وتقليص قوتهم العسكرية التي تهدد الملاحة العالمية في مضيق باب المندب. وقامت مصر بتولي مهمة تأمين المرور الملاحي بالمضيق عن طريق 4 قطع بحرية منتشرة بمحيطه لمنع السيطرة الإيرانية أو الحوثية عليه.

## المهام
تتمثل مهام القوات البحرية في حماية سواحل مصر ومياهها الإقليمية، ومشاركة أجهزة الدولة المختلفة في تحقيق التنمية الشاملة بتأمين جميع الموانئ ضد أي أعمال عدائية خارجية وداخلية وتأمين المجرى الملاحي لقناة السويس وتأمين منصات البترول والغاز في عرض البحر ومكافحة أعمال التلوث البحري، ومكافحة الهجرة غير الشرعية، وتأمين المنشآت والأهداف الحيوية للدولة وتقديم المعاونة بالإنقاذ والقطر والإمداد ومكافحة حرائق السفن التجارية وفرض قوانين الدولة في المياه الإقليمية. ومنع عمليات التهريب ومكافحة المخدرات بالبحر، وتنفيذ حق الزيارة والتفتيش. فيما تواصل اكتساب الخبرات في التعامل مع الأسلحة الحديثة والمتطورة، وتستمر في تطوير منظومات القتال البحرية مثل منظومات إدارة النيران ومنظومات أجهزة الاستشعار المختلفة كالرادارات وأجهزة السونار ومنظومات الحرب الإلكترونية من أجهزة الاستطلاع الراداري وأجهزة الإعاقة الإلكترونية واللاسلكية وأجهزة الخداع الإلكتروني والتوسع في تكنولوجيا الإخفاء للوحدات البحرية، كما تعمل على رفع الكفاءة الفنية للوحدات البحرية الموجودة بالخدمة وتطوير منظومات التسليح والاستشعار بها لتواكب التطور في منظومات التسليح العالمية مع إجراء عمرة رئيسية للغواصات وتطوير منظومات التسليح بها لتكون قادرة على تحقيق مهامها الرئيسية لتصبح قوة ردع حقيقية بالقوات البحرية.
وتقوم القوات البحرية أثناء المعارك بالعديد من المهام الرئيسية والتي منها اكتشاف وصيد وتدمير الألغام القاعية والإرسائية لحماية السفن الحربية والتجارية والدفاع ضد خطر العائمات السريعة والضفادع البشرية، توفير الإمداد والذخيرة والوقود للقطع البحرية، والتصدي لأي هجوم بحري معاد، وتنفيذ أعمال الاستطلاع والمرور التعبوي، واكتشاف وتتبع الأهداف المعادية، وتنفيذ مهام البحث عن الغواصات البحرية المعادية واكتشافها وتدميرها.

### تأمين الانتخابات

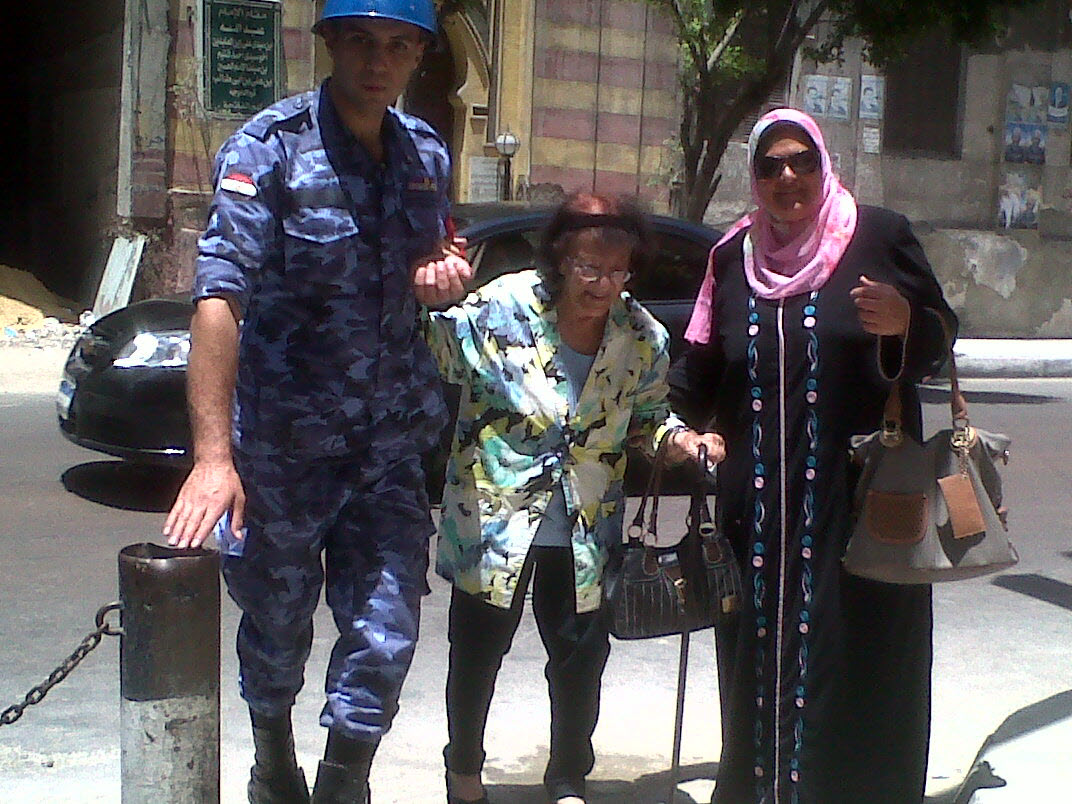
جندي من القوات البحرية يساعد المصوتين من كبار السن في الانتخابات الرئاسية المصرية

تشارك القوات البحرية في تأمين الانتخابات البرلمانية والرئاسية والاستفتاءات الدستورية بالمحافظات الساحلية بالتنسيق مع الشرطة المدنية وبالتوازي مع الشرطة العسكرية والشرطة المدنية وباقي الأسلحة وتقتصر مهمتها على تأمين اللجان الانتخابية من الخارج ومنع التدخل في عمل اللجان الانتخابية الواقعة تحت الإشراف القضائي. فيما تقوم بتأمين الأهداف الحيوية ذات الأهمية الإستراتيجية للدولة بما فيها منصات الغاز الطبيعي والبترول بالبحر المتوسط وخليج السويس والبحر الأحمر بالإضافة إلى قناة السويس. كما تشارك في تنظيم دوريات راكبة وكمائن خاصة للتصدي لأي محاولات تضر بأمن وسلامة المواطن والممتلكات العامة والخاصة والتصدي لأعمال الشغب.

### ثورة يناير
عقب اندلاع أحداث ثورة 25 يناير والآثار التي ترتبت عليها من انهيار كامل لمؤسسة الشرطة، تحملت القوات المسلحة على عاتقها حماية ثورة المصريين والحفاظ على المنشآت الحيوية والمرافق الاستراتيجية للدولة المصرية. وابتداءً من يوم 30 يناير 2011 قامت القوات المسلحة بتأمين المرافق العامة ومحطات الكهرباء ومحطات المياه والمطارات الجوية والقنصليات، وقامت القوات البحرية بتأمين مسرح العمليات بالبحرين المتوسط والأحمر ومنصات البترول والغاز بالإضافة إلى تأمين الجزر الاستراتيجية، كما قامت القوات الجوية بالتعاون مع قوات الدفاع الجوي بتأمين المجال الجوي لجمهورية مصر العربية، مع تكثيف القوات البحرية لإجراءات تأمين المجرى الملاحي لقناة السويس بكافة الوسائل والإمكانيات لضمان سلامة عملية المرور الملاحي بالقناة.

## النصب التذكاري للقوات البحرية

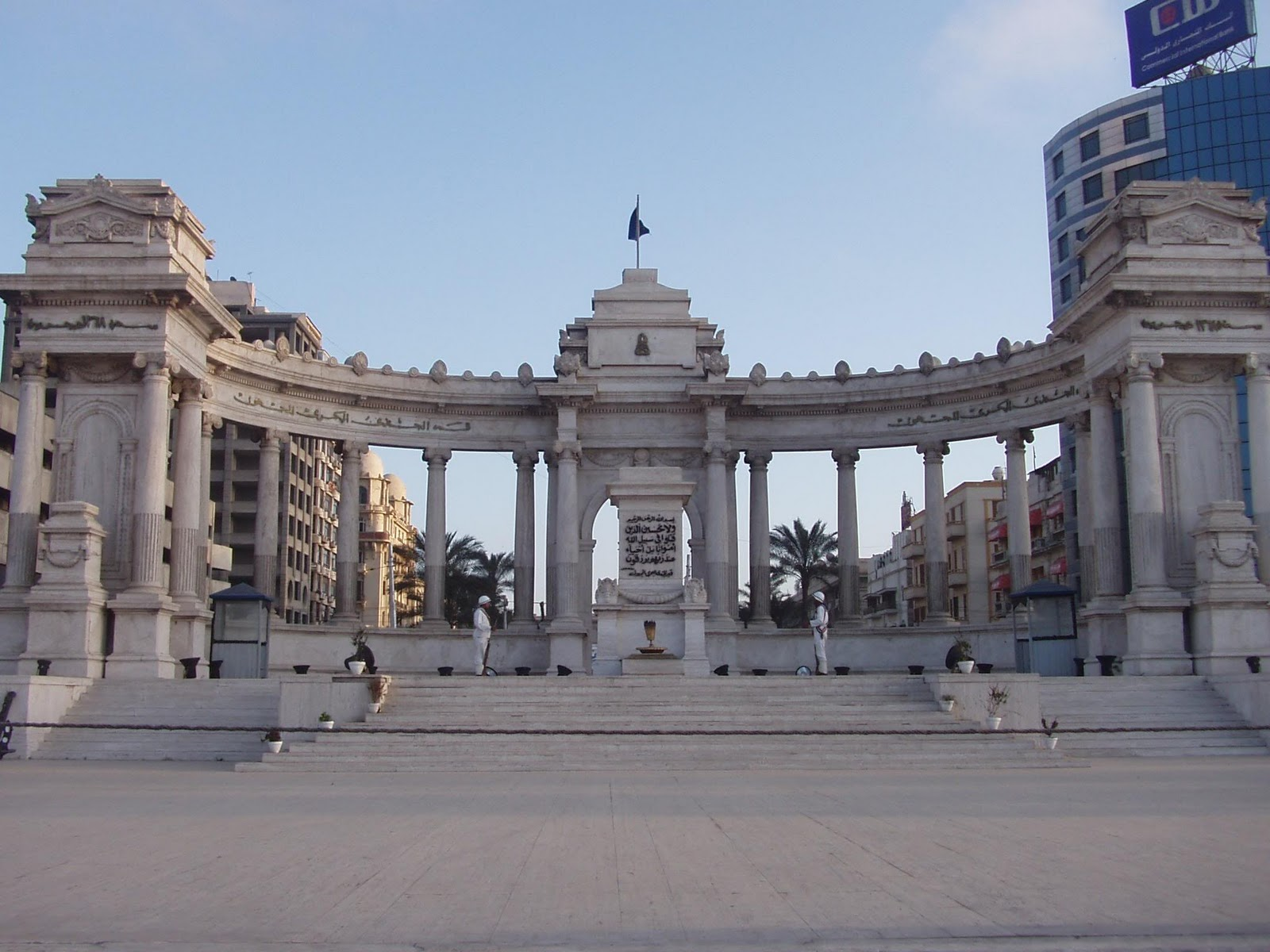
النصب التذكاري لجندي البحرية المجهول بالإسكندرية

يعود تاريخ النصب التذكاري للجندي المجهول بالإسكندرية عندما قررت الجالية الإيطالية تكريم الخديوي إسماعيل عن دوره في تحقيق نهضة مصر خلال عهده (1863 – 1879)، فتم إنشاء تحفة معمارية يتوسطها تمثال الخديوي، صممها وبناها أرنستو فيروتشي بك مهندس القصور الملكية. وفي عام 1964 أصدر الرئيس جمال عبد الناصر قراراً جمهورياً، يقضى بتحويل هذا المكان إلى نصب تذكاري للجندي المجهول للقوات البحرية وتسليمه إلى قيادة القوات البحرية خلال قيادة الفريق أول سليمان عزت للقوات البحرية، وتم نقل تمثال الخديوي إسماعيل إلى متحف الفنون الجميلة بمحرم بك. ويقوم قائد القوات البحرية سنوياً بوضع أكاليل الظهور أمام النصب التذكاري للجندي المجهول في يوم 21 أكتوبر احتفالاً بذكرى تدمير القوات البحرية للمدمرة الإسرائيلية إيلات أمام شاطئ بورسعيد عام 1967.

## المناورات البحرية

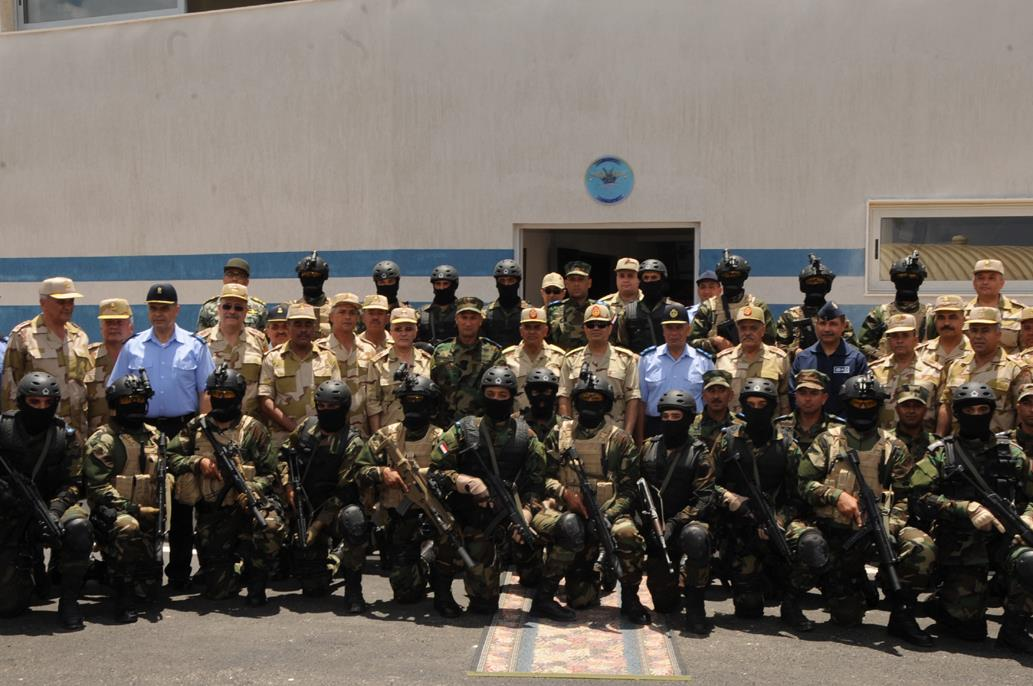
القوات الخاصة البحرية

### مناورات انتصار البحر
هي مناورات عسكرية تُجريها تشكيلات القوات البحرية بوحدات من طرازات مختلفة، بالإضافة إلى وحدات الصاعقة البحرية، وبمشاركة عناصر من القوات الجوية التي تعتمد عليها القوات البحرية في عمليات الاستطلاع البحري ومكافحة الغواصات. تهدف المناورات إلى الاطمئنان على كفاءة القوات واستعدادها القتالي وتطوير قدراتها في تنفيذ العمليات البحرية. يتخلل المناورات الأنشطة التي تُعنى بها القوات البحرية في مسرح العمليات والتي تتمثل في تأمين الممرات ضد الألغام، وتأمين خطوط المواصلات البحرية، وتدفق المواد الاستراتيجية إلى الموانئ المصرية، ومواجهة الغواصات المعادية، واعتراض السفن المشبوهة، وممارسة حق الزيارة والتفتيش للسفن، وتقديم المساعدات وجراء علميات الإنقاذ البحري، بالإضافة إلى مكافحة الحرائق التي قد تندلع على الوحدات والناقلات البحرية.

### مناورات بحر الصداقة
هي مناورات عسكرية مشتركة كانت تقام في مياه البحر المتوسط بين كل من مصر وتركيا بالتبادل بين المياه الإقليمية للبلدين. وبدأت في نوفمبر 2009 وأقيمت خلال أعوام 2010، 2011، 2012 وحتى إلغائها في عام 2013. هدفت المناورات خلال فترة تنفيذها إلى توثيق التعاون المشترك بين البلدين وتبادل الخبرات والتعرف على كل ما هو حديث في أساليب القتال البحري وما يتم تطويره من أسلحة ومعدات في هذا المجال. وتنمية قدرات العناصر المشاركة على تنفيذ مختلف المهام وصولاً إلى أعلى معدلات الكفاءة والاستعداد القتالي العالي. ورفع الجاهزية والمهارات القتالية من خلال الدقة في التخطيط والتنفيذ والقدرة على ممارسة إجراءات القيادة والسيطرة على الوحدات المختلفة.

### مناورات مرجان

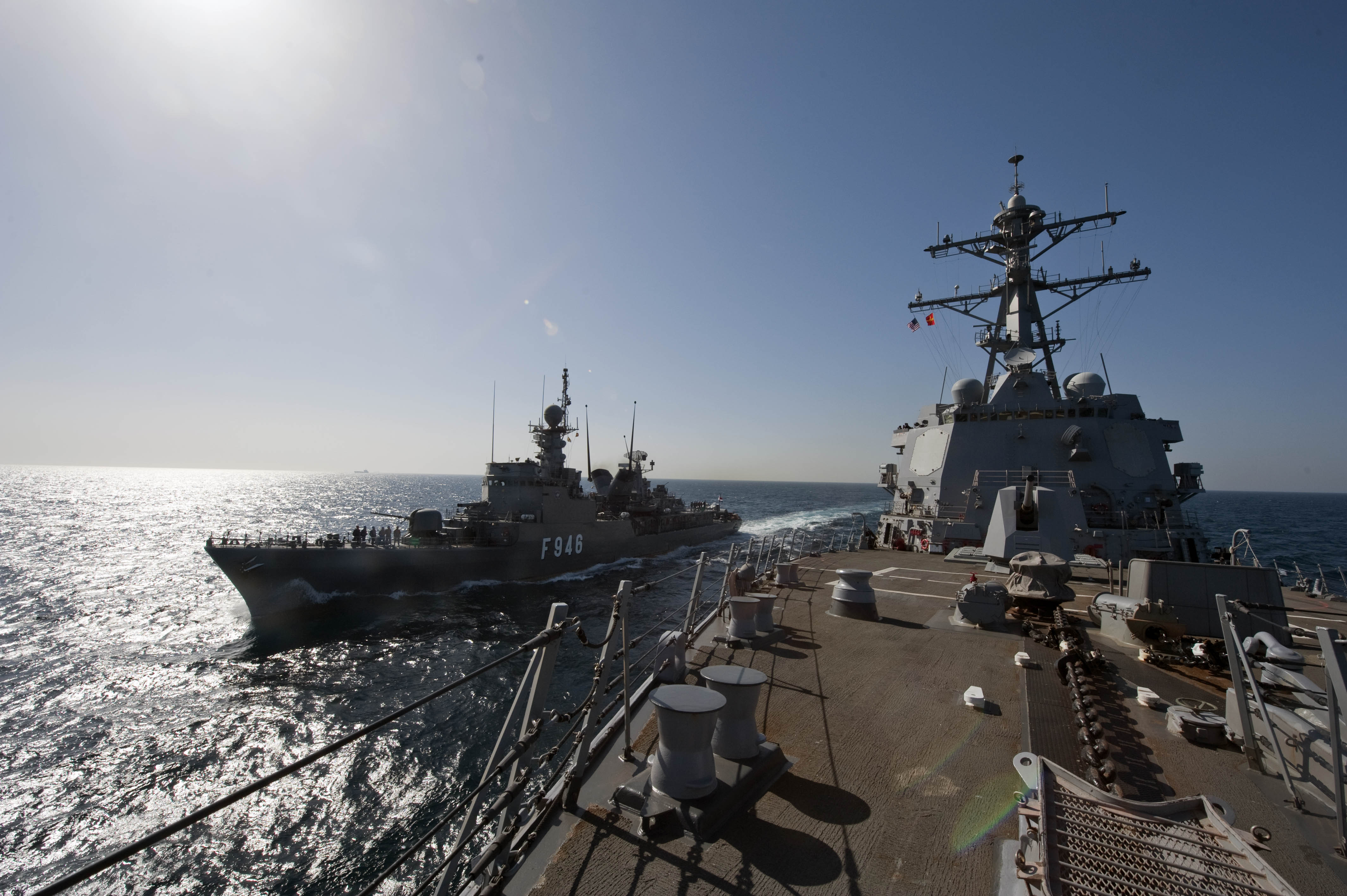
قطع بحرية خلال تدريبات مصرية أمريكية

هي مناورات عسكرية مشتركة تقام بين كل من مصر والسعودية. وتجريها القوات البحرية للبلدين، وتشمل السفن ووحدات الأمن البحري بمشاركة طائرات من القوات الجوية وذلك لتطوير العمل المشترك والتعاون بين القوات البحرية للبلدين الشقيقين. تشتمل المناورات على عمليات للوحدات البحرية الخاصة وعمليات الاقتحام باشتراك طائرات الإنزال العامدي والتزود بالوقود للسفن خلال العمليات التدريبية بالإضافة إلى عمليات الهجوم الجوي. تهدف المناورة إلى رفع الجاهزية القتالية وتبادل الخبرات بين البلدين واكتساب المهارات القتالية من خلال الدقة في التخطيط والاحترافية في التنفيذ والقدرة على ممارسة إجراءات القيادة والسيطرة على الوحدات المختلفة في مسرح العمليات. وإظهار المستوي المتميز للقوات البحرية وما وصلوا إليه من كفاءة واحترافية.

### مناورات جسر الصداقة
هي مناورات عسكرية بحرية مشتركة تقام بين كل من مصر وروسيا، وتجريها القوات البحرية للبلدين. تشتمل المناورات على تخطيط وإدارة أعمال قتال بحري هجومية ودفاعية مشتركة بالتنسيق بين الجانبين، بهدف توحيد المفاهيم القتالية ونقل وتبادل الخبرات التدريبية بين القوات المشاركة باستخدام احدث التكتيكات البحرية وأساليب القتال الحديثة، وذلك بمشاركه عدد من المدمرات وزوارق الصواريخ وعناصر من القوات الخاصة البحرية. ويمثل التدريب أحد أقوى وأكبر التدريبات المشتركة بين مصر وروسيا، والذي يأتي في ضوء المباحثات الثنائية رفيعة المستوى على صعيد التعاون العسكري والأمني، ونقل وتبادل الخبرات بين القوات المسلحة لكلا البلدين، في العديد من المجالات.

### مناورات ذات الصواري
هي مناورات عسكرية دورية تحمل اسم «ذات الصواري» التي كانت أول معركة بحرية يخوضها المسلمون ضد الدولة البيزنطية عام 35 هجرية وانتصروا فيها. وتجري تشكيلات القوات البحرية المناورات بهدف الوصول برجال القوات البحرية إلى أعلى مستوى من التدريب والمهارة في استخدام الوحدات والأسلحة البحرية الحديثة ليمارسوا مهامهم بكل قوة وحزم في حماية سواحل مصر ومياهها الإقليمية ضد أي أعمال عدائية خارجية أو داخلية، بالإضافة إلى التأكد من قدرة جميع العناصر المقاتلة والتخصصية داخل القوات البحرية على مواكبة التطور المتسارع في نظم وأساليب القتال البحري بما يتناسب مع طبيعة العدائيات والتهديدات البحرية المحتملة، وتنفيذ كافة المهام المكلفين بها بنجاح وتحت مختلف الظروف.
تشتمل المناورات على أنشطة عملية لقيام الوحدات البحرية بتأمين المسطح المائي للموانئ والممرات الملاحية وخطوط السير للسفن التجارية ضد الضفادع البشرية ومخاطر العائمات السريعة المعادية، من خلال عمل نقاط المراقبة الساحلية وزوارق المرور لتأمين المسطح المائي للميناء، وإلقاء العبوات المتفجرة المضادة للضفادع البشرية المعادية، ودفع زوارق المرور السريعة لمطاردة العائمات المشبوهة ومنعها من اعتراض السفن التجارية، والقبض عليها واقتيادها إلى أقرب ميناء لاتخاذ الإجراءات القانونية حيالها. كما تتضمن المناورات قيام مجموعة من الوحدات البحرية وصائدات الألغام بتطهير الممرات البحرية والبواغيز وطرق الاقتراب، لتأمين مرور الوحدات البحرية أثناء إبحارها عبر الممرات الضيقة والتأكد من خلو الممر الملاحي من الألغام، وتنفيذ عمليات المسح الهيدروجرافي وتحديث قاعدة البيانات الخاصة بالأعماق وطبيعة القاع. كما تؤدي الوحدات البحرية بيان عملي للتصدي للهجمات الجوية المعادية باستخدام وسائل وأسلحة الدفاع الجوي الذاتية الموجودة بالسفن باستخدام الصواريخ قريبة المدى والمدفعية المضادة للطائرات. وتشارك في المناورات الغواصات التي تم تطويرها لتصبح قادرة على إطلاق الطوربيدات الحديثة والصواريخ عمق سطح مع تطوير قدرات الاكتشاف والتتبع والاتصال فوق وتحت السطح.

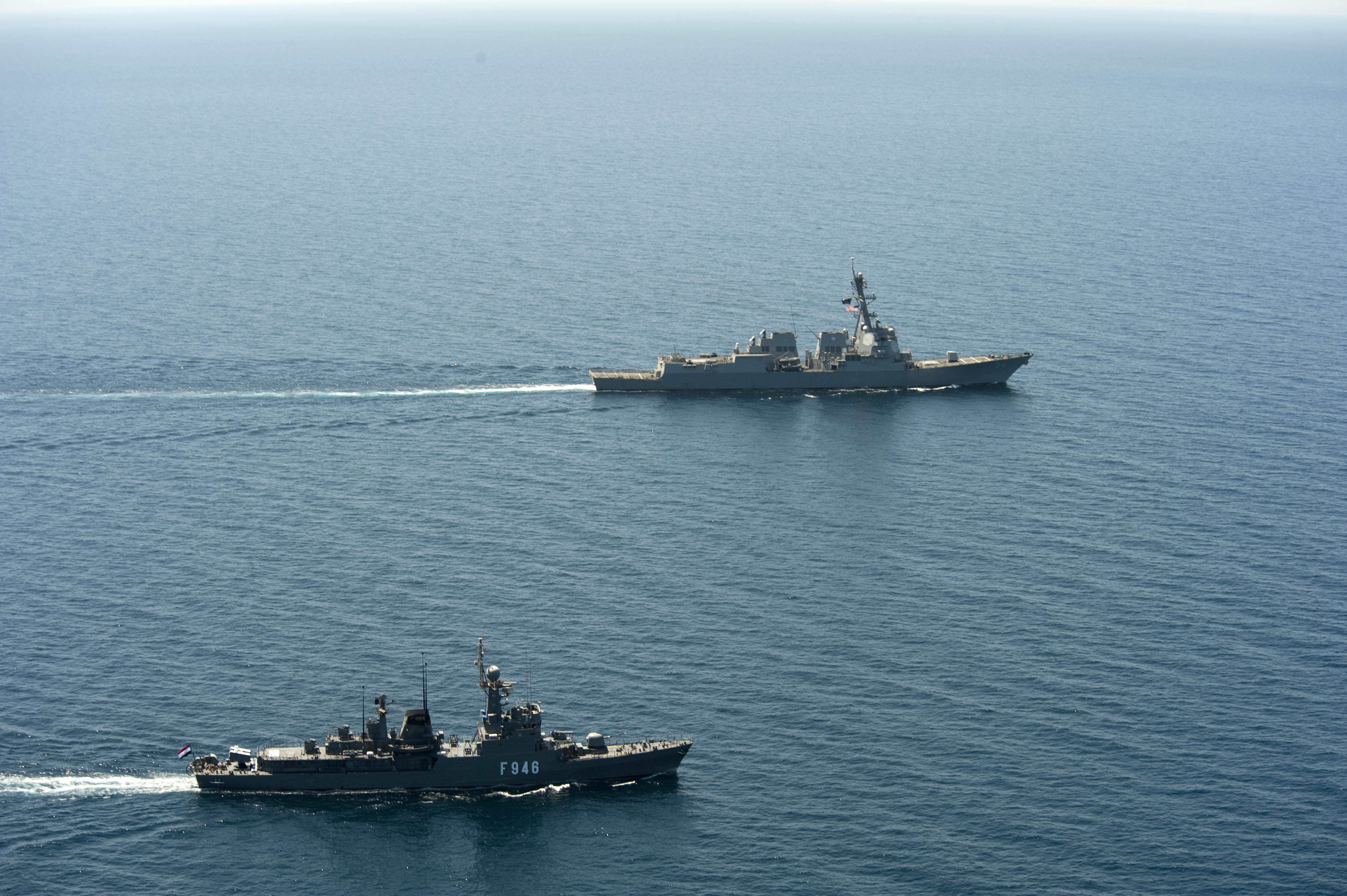
قطع بحرية خلال مناورات مصرية أمريكية

### مناورات أخرى
وتشارك القوات البحرية بوحداتها وعناصرها في العديد من المناورات الدولية والعربية، ومنها مناورات خليفة التي تجريها مع البحرية الإماراتية، ومناورات حمد التي تجريها مع البحرية البحرينية، ومناورات كليوباترا التي تجريها بمشاركة القوات البحرية لكل من إيطاليا وألمانيا وفرنسا، ومناورات تحية نسر التي تجريها مع البحرية الأمريكية، ومناورات أليكساندروبولي ومناورات الإسكندرية التي تجريها مع البحرية اليونانية، ومناورات رمسيس التي تجريها مع البحرية الفرنسية.

## الهيكل التنظيمي

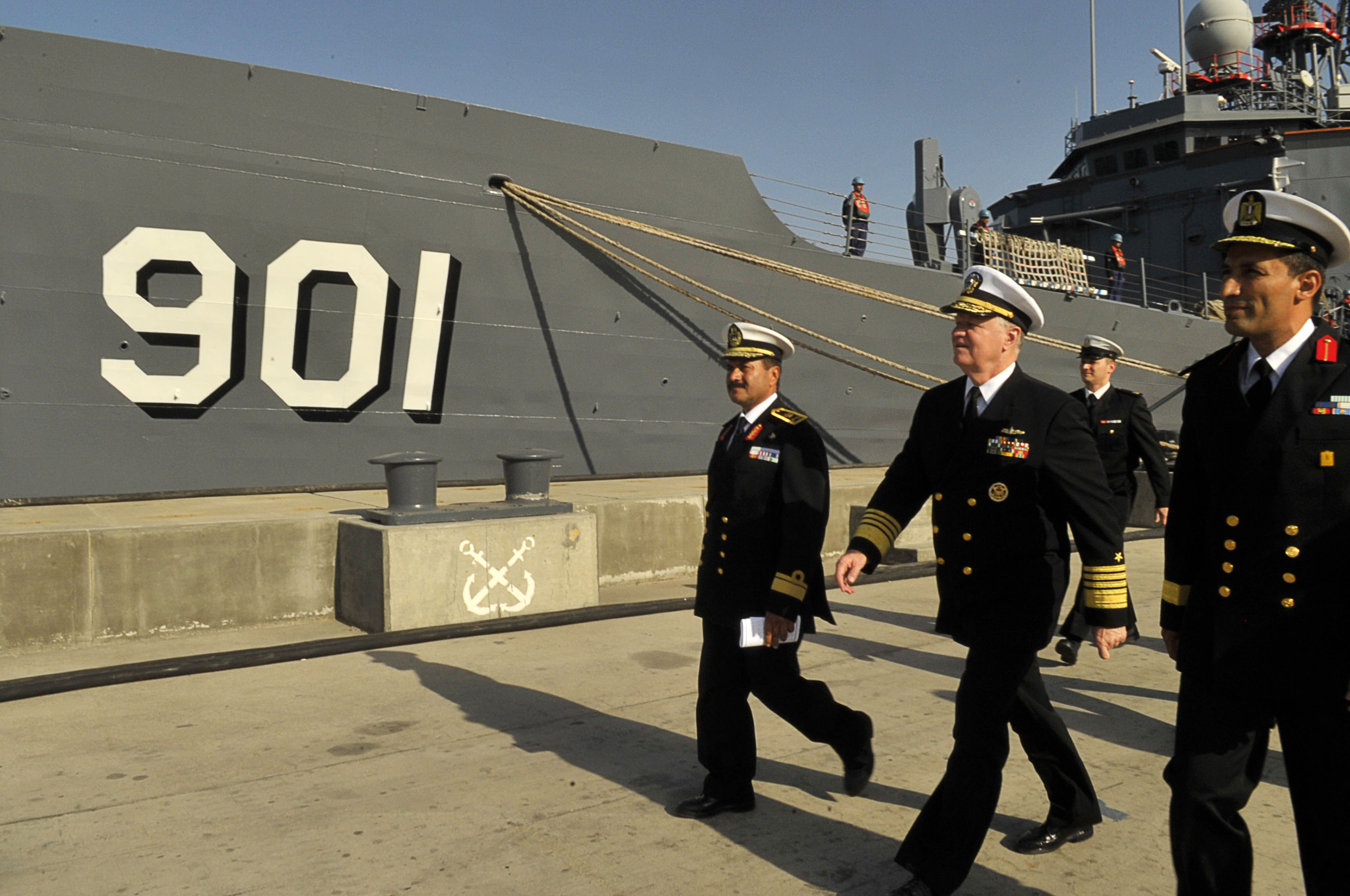
قائد العمليات البحرية الأمريكي في جولة بقاعدة الإسكندرية البحرية

### نظام القواعد البحرية
هو النظام المتبع في تنظيم القوات البحرية حتى أواخر عام 2016.
| م             | القاعدة                    | مكان التمركز | المحافظة             |
| ------------- | -------------------------- | ------------ | -------------------- |
| البحر المتوسط |                            |              |                      |
| 1             | قاعدة مطروح البحرية        | مرسى مطروح   | محافظة مطروح.        |
| 2             | قاعدة الإسكندرية البحرية   | رأس التين    | محافظة الإسكندرية.   |
| 3             | قاعدة أبو قير البحرية      | أبو قير      | محافظة الإسكندرية.   |
| 4             | قاعدة بورسعيد البحرية      | بورسعيد      | محافظة بورسعيد.      |
| البحر الأحمر  |                            |              |                      |
| 5             | قاعدة السويس البحرية       | السويس       | محافظة السويس.       |
| 6             | قاعدة البحر الأحمر البحرية | سفاجا        | محافظة البحر الأحمر. |
| 7             | قاعدة برنيس البحرية        | برنيس        | محافظة البحر الأحمر. |

### نظام الأساطيل البحرية
هو النظام الحديث لتنظيم القوات البحرية والذي تم تدشينه في 5 يناير 2017، لتنقسم القوات البحرية طبقاً لهذا النظام إلى أسطولين بحريين شمالي وجنوبي للمرة الأولي في تاريخها. يأتي هذا التغيير ليتناسب مع انضمام وحدات بحرية حديثة إلى القوات البحرية سواء حاملات الطائرات المروحية أو الفرقاطات أو الطرادات أو لنشات الصواريخ أو الغواصات، كما تم بناء وتجهيز المنشآت التابعة للقوات البحرية لتتناسب أيضاً مع عملية إعادة التنظيم.
- قيادة الأسطول الجنوبي: تنتشر وحداتها في البحر الأحمر على رأسها حاملة الطائرات المروحية جمال عبد الناصر من طراز ميسترال.[68][69][70]
- قيادة الأسطول الشمالي: تنتشر وحداتها في البحر المتوسط وعلى رأسها حاملة الطائرات المروحية أنور السادات من طراز ميسترال.

### الأجهزة والمنشآت التابعة
- ترسانة القوات البحرية.[71]
- معهد الدراسات العليا البحرية.[72]

### الوحدات الخاصة البحرية

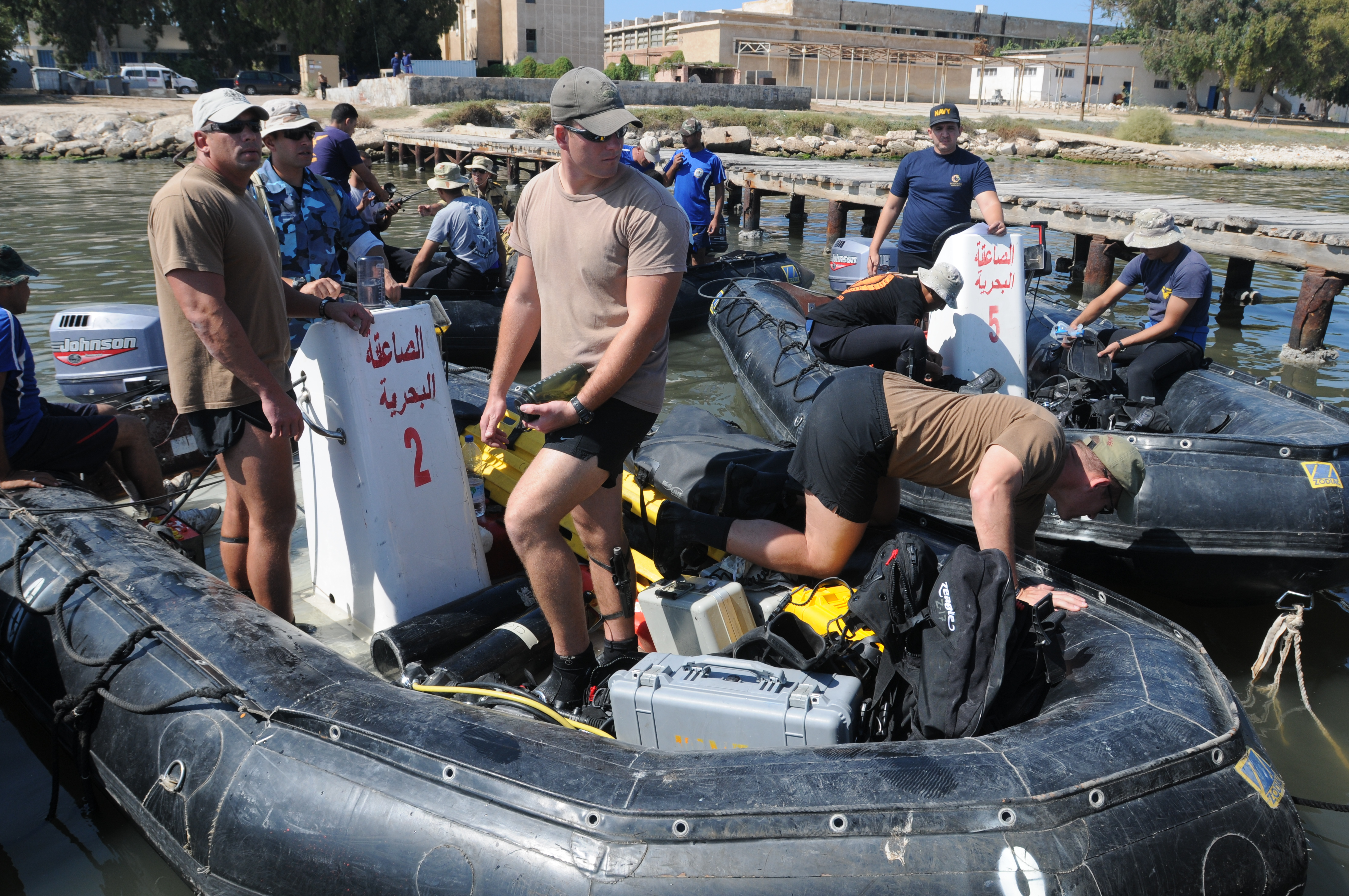
أفراد الصاعقة البحرية

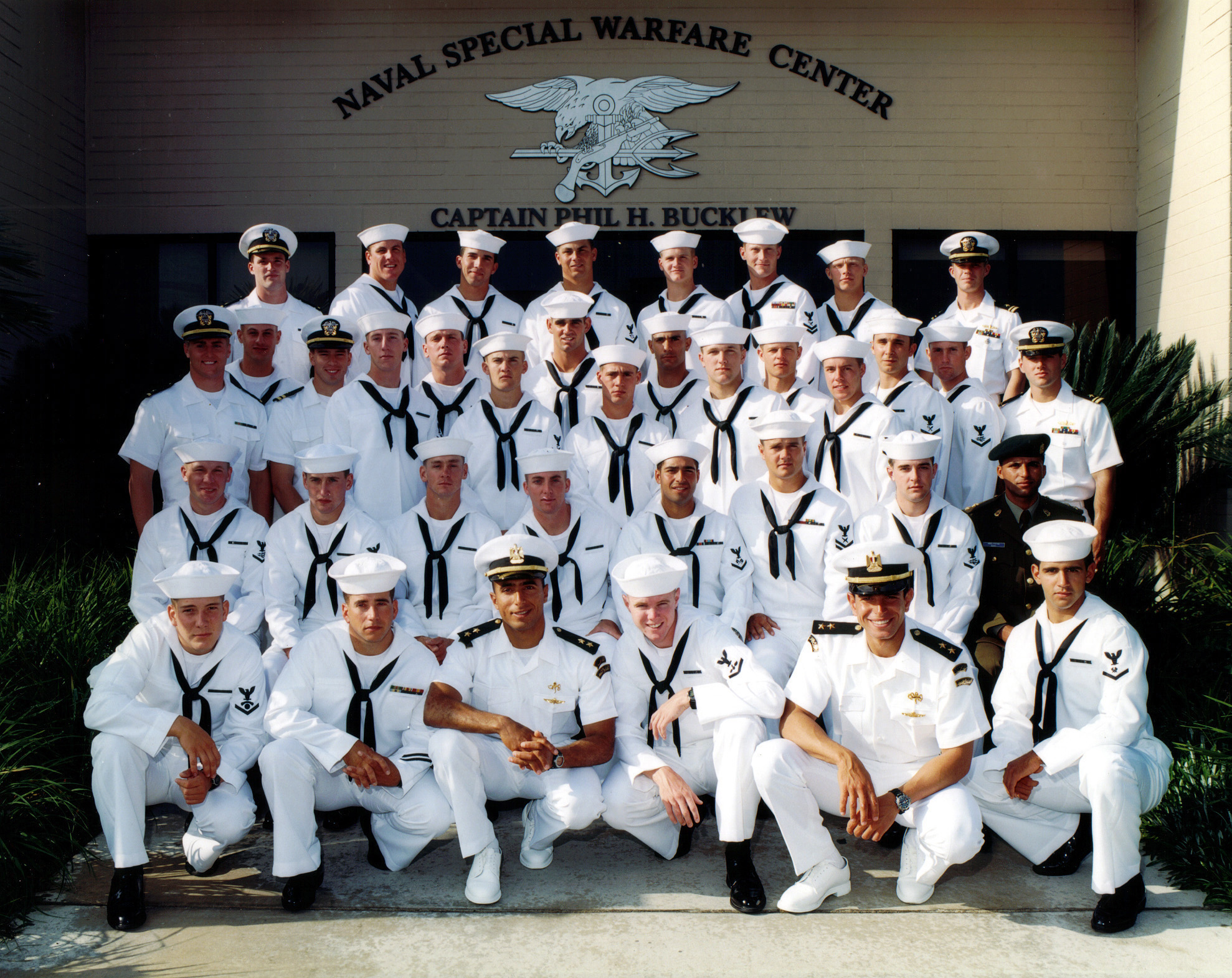
ضباط مصريين من القوات الخاصة البحرية مع قوات السيل البحرية الأمريكية

هي القوات الخاصة للبحرية المصرية وتختص بمهام الاقتحام والإغارة والتأمين والتطهير والسيطرة على الوحدات والمنشآت البحرية، ومهام التلغيم تحت الماء، وتنفيذ الكمائن البحرية والكمائن البرية على المحاور الساحلية، ومهام الاستطلاع داخل مياه العدو. تنقسم الوحدات الخاصة لثلاث أقسام رئيسية هي: الصاعقة البحرية والضفادع البشرية واللنشات السريعة. ومن أشهر عمليات الضفادع البشرية، الغارات المصرية على ميناء إيلات الإسرائيلي، وتدمير الحفار كيتنج خلال حرب الاستنزاف. تعود فكرة إنشاء لواء للوحدات الخاصة البحرية إلى عام 1951 حين استقدم الملك فاروق مدرب غطس من إيطاليا للعمل على تدريب واختيار عناصر من الضباط المصريين وضباط الصف، ممن يتميزون بالكفاءة العالية. وبدأ تدريب العناصر فيما عرف حينها باسم «الفرقة السرية»، وتمركزت القوات في مدرسة الطوربيد بالقاهرة. تنفذ القوات عملياتها باستخدام أقل عدد من الأفراد وبمعدات خفيفة، ويستخدم أفرادها الزوارق المطاطية وزوارق الكياك واللنشات السريعة والهوفر كرافت والمركبات البرمائية، ويتميز أفرادها بصفات بدنية عالية وإجادة تامة للفنون القتالية وأساليب القدرة على التحمل والتعايش.

## قادة القوات

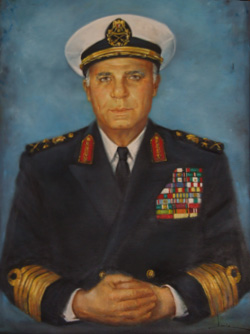
فؤاد ذكري قائد القوات البحرية أثناء حرب أكتوبر.

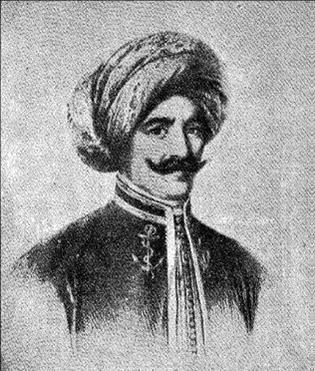
أمير البحر الفريق / حسن "باشا" الإسكندراني

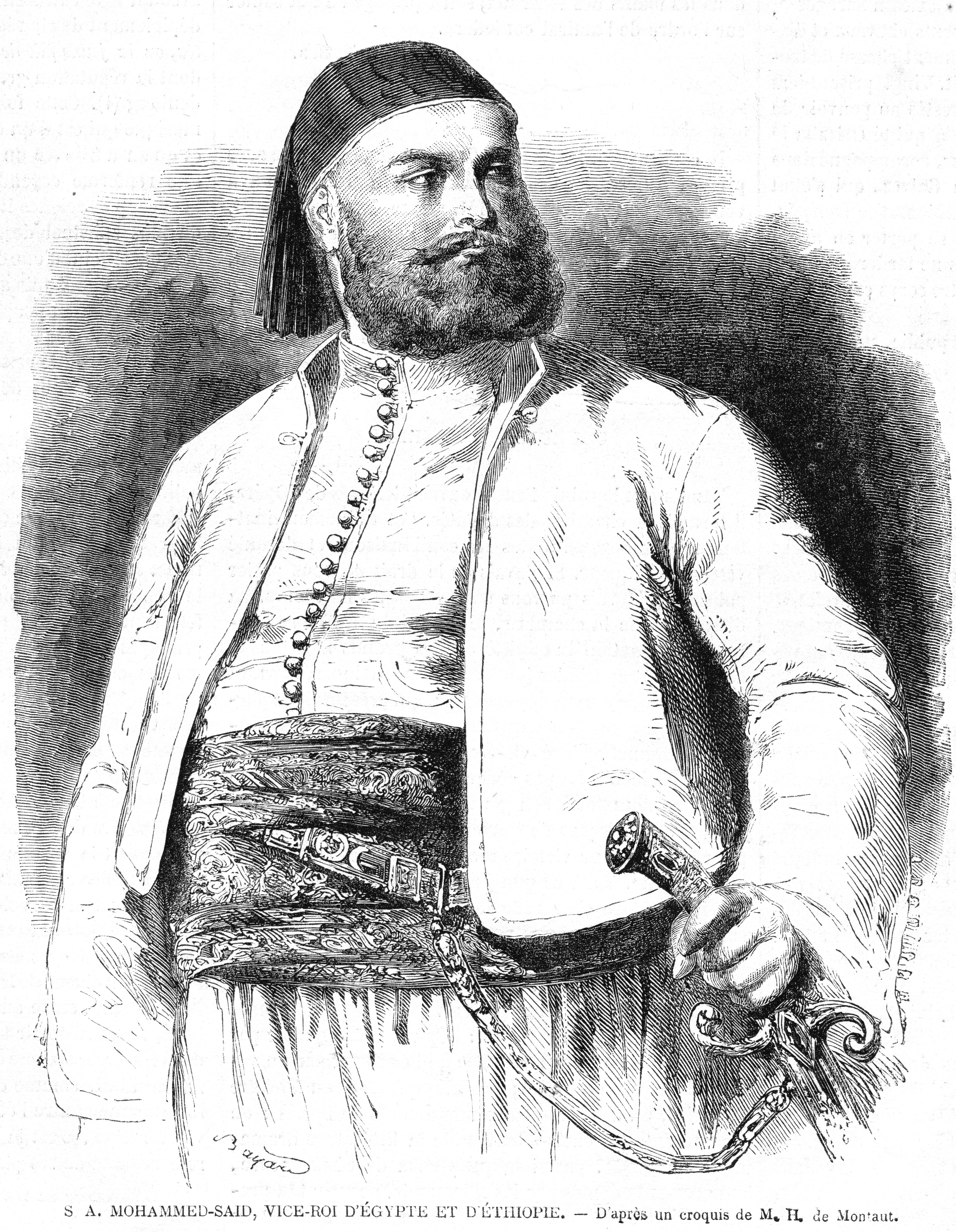
سعيد باشا

### قادة القوات البحرية
- لواء بحري أركان حرب / محمود عادل فوزي.
- الفريق / أشرف إبراهيم عطوة (ديسمبر 2021 - 30 يونيو 2025).[76][77]
- الفريق / أحمد خالد حسن (ديسمبر 2016 - ديسمبر 2021).[78]
- الفريق / أسامة منير ربيع (أبريل 2015 - ديسمبر 2016).[79][80]
- الفريق / أسامة الجندي (أغسطس 2012 - أبريل 2015).[79][81][82]
- الفريق / مهاب مميش (سبتمبر 2007 - أغسطس 2012).[83][84][85]
- الفريق / تامر عبد العليم (سبتمبر 2001 - سبتمبر 2007).[84][86][87]
- الفريق / أحمد صابر سليم (يناير 1996 - سبتمبر 2001).[87][88][89]
- الفريق / أحمد فاضل (1991 - يناير 1996).[90][91]
- الفريق / محمد شريف الصادق (أكتوبر 1987 - 1991).[92]
- الفريق / علي توفيق جاد (أبريل 1983 - أكتوبر 1987).[93]
- الفريق / محمد علي أمين (1978 - أبريل 1983).[94]
- لواء بحري أركان حرب / أشرف محمد رفعت (نوفمبر 1976 - 1978).[95][96][97] (مُنح رتبة الفريق فخري في 2 يناير 2014).[98]
- لواء بحري أركان حرب / محمود عبد الرحمن فهمي (سبتمبر 1969 - أكتوبر 1972).[99][100] (مُنح رتبة الفريق فخري في 2 يناير 2014).[98]
- فريق أول / فؤاد ذكري (11 يونيو 1967 - سبتمبر 1969) (أُعيد إلى الخدمة مرة أخرى خلال الفترة من أكتوبر 1972 إلى نوفمبر 1976).[101][102][103][104] (مُنح رتبة المشير فخري في عام 2009).[105]
- الفريق / سليمان عزت (سبتمبر 1952 - 10 يونيو 1967).[106][107]

### قادة السلاح البحري الملكي
- أمير البحار / محمود بدر «بك» (أكتوبر 1951 - يوليو 1952).[108]
- أمير البحار / أحمد بدر «بك» (أكتوبر 1948 - سبتمبر 1951).[109]
- أمير البحار / محمود حمزة «باشا» (يونيو 1946 - أكتوبر 1948).[110]

### نظار ديوان البحرية
قومندار ديوان البحرية
- الأمير / طوسون «باشا» (1873).[13]:87
- شاهين «باشا» (1871 - 1873).[13]:87
- عبد اللطيف «باشا» (1864 - 1871).[13]:87
- حافظ خليل «باشا» (1861 - 1864).[13]:87

### قادة الأسطول البحري
أمير البحر أو أمير البحار أو سر عسكر الدونما أو أمير العمارة
- أمير البحر / حسن "باشا" الإسكندراني.[17]:47
- أمير البحر / سعيد "باشا".[14]:148
- أمير البحر / مصطفى مطوش «باشا».[14]:148
- أمير البحر / عثمان نور الدين «باشا».[14]:76:73
- أمير البحر / محرم "بك".[14]:67

## الأسطول
| الطراز                               | العدد                | الاسم | بلد الصنع                 |
| حاملات طائرات مروحية                 | حاملات طائرات مروحية | حاملات طائرات مروحية                                                                                               | حاملات طائرات مروحية      |
| ------------------------------------ | -------------------- | --- | ------------------------- |
| ميسترال                              | 2                    | "جمال عبد الناصر" "أنور السادات"                                                                                   | فرنسا                     |
| غواصات                               |                      | |                           |
| تايب 209/1400                        | 4                    | | ألمانيا                   |
| روميو                                | 8                    | 831 858 852 842 | الاتحاد السوفيتي · الصين  |
| أوبيرون                              | 2                    | | المملكة المتحدة           |
| فرقاطات                              |                      | |                           |
| فريم                                 | 1                    | تحيا مصر | فرنسا                     |
| ميكو A200                            | 4                    | | ألمانيا                   |
| فريم بيرجاميني                       | 2                    | الجلالة برنيس | إيطاليا                   |
| أوليڤر هازرد                         | 4                    | شرم الشيخ (F901) توشكى (F906) طابا (F916) مبارك (F911)                                                             | الولايات المتحدة          |
| نوكس                                 | 2                    | دمياط (F961) رشيد (F966)                                                                                           | الولايات المتحدة          |
| جيانغهو                              | 2                    | النجم الظافر (F951) الناصر (F956)                                                                                  | الصين                     |
| كوني                                 | 2                    | | الاتحاد السوفيتي          |
| فرقيطات / كورفيتات                   |                      | |                           |
| جويند                                | 4                    | "الفاتح" "بورسعيد" المعز" الأقصر"                                                                                  | فرنسا · مصر               |
| ديسكوبيرتا كلاس                      | 2                    | أبو قير السويس | إسبانيا                   |
| بوهانج                               | 1                    | شباب مصر | كوريا الجنوبية            |
| سفن إنزال                            |                      | |                           |
| بولنوسني                             | 3                    | 301 303 305 | بولندا · الاتحاد السوفيتي |
| فايدرا                               | 9                    | 330 332 334 336 338 340 342 344 346                                                                                | الاتحاد السوفيتي          |
| سي فوكس                              | 8                    | | الولايات المتحدة          |
| MP-SMB 1 LCU                         |                      | |                           |
| EDA-R (L-CAT)                        |                      | | فرنسا                     |
| CTM-NG                               |                      | | فرنسا                     |
| زوارق صواريخ                         |                      | |                           |
| أمباسادور أم كي 3                    | 4                    | سليمان عزت (682) فؤاد ذكري (684) علي جاد (686) محمود فهمي (688)                                                    | الولايات المتحدة          |
| مولنيا                               | 1                    | أحمد فاضل RKA 32                                                                                                   | روسيا                     |
| أكتوبر                               | 6                    | 785 787 789 791 | مصر                       |
| تايب 024 "هوكو"                      | 6                    | 609 611 613 615 617 619                                                                                            | الصين                     |
| أوسا                                 | 4                    | 633 637 641 643 | الاتحاد السوفيتي          |
| رمضان                                | 6                    | رمضان (670) خيبر (672) القادسية (674) اليرموك (676) بدر (678) حطين (680                                            | المملكة المتحدة           |
| تايجر - تايب 148                     | 5                    | 601 602 603 604 605                                                                                                | ألمانيا الغربية           |
| زوارق طوربيد                         |                      | |                           |
| شرشن                                 | 6                    | 751 753 755 757 759 761                                                                                            | الصين                     |
| زوارق مدفعية                         |                      | |                           |
| شانغهاي - تايب 062                   | 4                    | 793 795 797 799 | الصين                     |
| سفن مضادة للغواصات                   |                      | |                           |
| هاينان - تايب 037                    | 8                    | النور (430) الهادي (433) الكريم (436) الوكيل (439) القادر (442) الصمد (445) السلام (448) الرفيع (451)              | الصين                     |
| كاسحات الألغام                       |                      | |                           |
| تي 43 - أسيوط                        | 5                    | غربية (501) دقهلية (507) بحرية (510) سيناء (513) أسيوط (516)                                                       | الاتحاد السوفيتي          |
| يوركا - أسوان                        | 4                    | جيزة (530) أسوان (533) قنا (536) سوهاج (539)                                                                       | الاتحاد السوفيتي          |
| ذات الصواري                          | 3                    | ذات الصواري نافارين البرلس                                                                                         | الولايات المتحدة          |
| أوسبري                               | 2                    | الفاروق (534) الصديق (521)                                                                                         | الولايات المتحدة          |
| مسح وزرع الألغام                     |                      | |                           |
| سفاجا (سفينة مسح)                    | 2                    | سفاجا أبو الغصن | الولايات المتحدة          |
| بلوتو بلس (مركبة بحث آلية تحت الماء) | 3                    | | إيطاليا                   |
| تويما (زرع ألغام)                    | 4                    | | الاتحاد السوفيتي          |
| سفن نقل                              |                      | |                           |
| تايب إي 701 (سفينة إمداد)            | 1                    | شلاتين (230) | ألمانيا                   |
| فيستر فيلد (سفينة ذخيرة)             | 1                    | حلايب (231) | ألمانيا                   |
| بالوتشات                             | 2                    | | الاتحاد السوفيتي          |
| ناقلات الوقود                        |                      | |                           |
| توبليفو                              | 9                    | عايدة 4 (210) مريوط (211) الفرات (212) النيل (213) إكدو (214) عطبرة (215) عايدة 3 (216) المنزلة (217) البرلس (218) | مصر · الاتحاد السوفيتي    |
| القاطرات                             |                      | |                           |
| أوختنسكي                             | 6                    | المكس (103) العجمي (105) القنطرة (107) الدخيلة (109) الإسكندرية (111) (113)                                        | الاتحاد السوفيتي · مصر    |
| دامن                                 |                      | | هولندا                    |
| زوارق دورية                          |                      | |                           |
| بيرترام                              | 20                   | | الولايات المتحدة          |
| سويفت                                | 2                    | | الولايات المتحدة          |
| إم آر تي بي 20                       | 3                    | | تركيا                     |
| سفن تدريب                            |                      | |                           |
| بلاك سوان                            | 1                    | طارق (F931) | المملكة المتحدة           |
| الحرية                               | 1                    | المحروسة | المملكة المتحدة           |
| انتصار                               | 1                    | |                           |
| يخت القصير                           | 1                    | |                           |
| زد - الفاتح                          | 1                    | الفاتح (F921) | المملكة المتحدة           |

## صفقات مستقبلية
| الطراز                 | العدد | بلد الصنع |
| ---------------------- | ----- | --------- |
| غواصات S26T            |       | الصين     |
| فرقاطات فريم بيرجاميني | 4     | إيطاليا   |
| لنشات Falaj II         | 20    | إيطاليا   |

## الرتب العسكرية

### رتب الضباط
| فريق أول               | فريق                        | لواء بحري                   | عميد بحري                | عقيد بحري              | مقدم بحري                | رائد بحري                           | نقيب بحري                 | ملازم أول بحري                | ملازم بحري            |
| ---------------------- | --------------------------- | --------------------------- | ------------------------ | ---------------------- | ------------------------ | ----------------------------------- | ------------------------- | ----------------------------- | --------------------- |
| (بالإنجليزية: Admiral) | (بالإنجليزية: Vice Admiral) | (بالإنجليزية: Rear Admiral) | (بالإنجليزية: Commodore) | (بالإنجليزية: Captain) | (بالإنجليزية: Commander) | (بالإنجليزية: Lieutenant Commander) | (بالإنجليزية: Lieutenant) | (بالإنجليزية: Sub-Lieutenant) | (بالإنجليزية: Ensign) |
|                        |                             |                             |                          |                        |                          |                                     |                           |                               |                       |
|                        |                             |                             |                          |                        |                          |                                     |                           |                               |                       |

### رتب ضباط الصف والجنود
| رقيب أول                           | رقيب                         | عريف                          | جندي                  |
| ---------------------------------- | ---------------------------- | ----------------------------- | --------------------- |
| (بالإنجليزية: Chief Petty Officer) | (بالإنجليزية: Petty Officer) | (بالإنجليزية: Leading Seaman) | (بالإنجليزية: Seaman) |
|                                    |                              |                               | —-                    |

## الرَّايات

### الرَّاياتُ البحريَّة الحالية
|  |  |  |
|  |  |  |

### الرَّاياتُ البحريَّة الملكية
|  |  |  |
|  |  |  |

## القوات في الإعلام
تناولت عمليات أفراد القوات البحرية البطولية عدة أعمال تلفزيونية وسينمائية، منها على سبيل المثال لا الحصر:
- الحفار: مسلسل تليفزيوني مصري عن العملية الناجحة لقوات الصاعقة البحرية لإغراق حفار بترول إسرائيلي في أبيدجان بساحل العاج.
- الطريق إلى إيلات: فيلم مصري عن الغارة الناجحة لقوات الصاعقة البحرية على ميناء إيلات.
- يوم الكرامة: فيلم مصري أنتج عام 2004، تدور أحداثه حول إغراق المدمرة الإسرائيلية إيلات.
- عمالقة البحار: فيلم مصري عن التعاون المصري السوري ودور القوات البحرية أثناء العدوان الثلاثي.
- إسماعيل يس في الأسطول: فيلم مصري كوميدي ظهرت به قطع بحرية هامة في الخمسينات مثل الغواصات وتدريبات ضرب النار.

## معرض صور

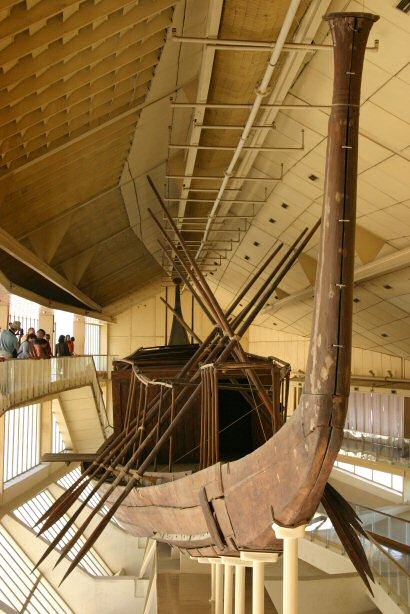
سفينة خوفو في متحف مراكب الشمس بجوار أهرام الجيزة
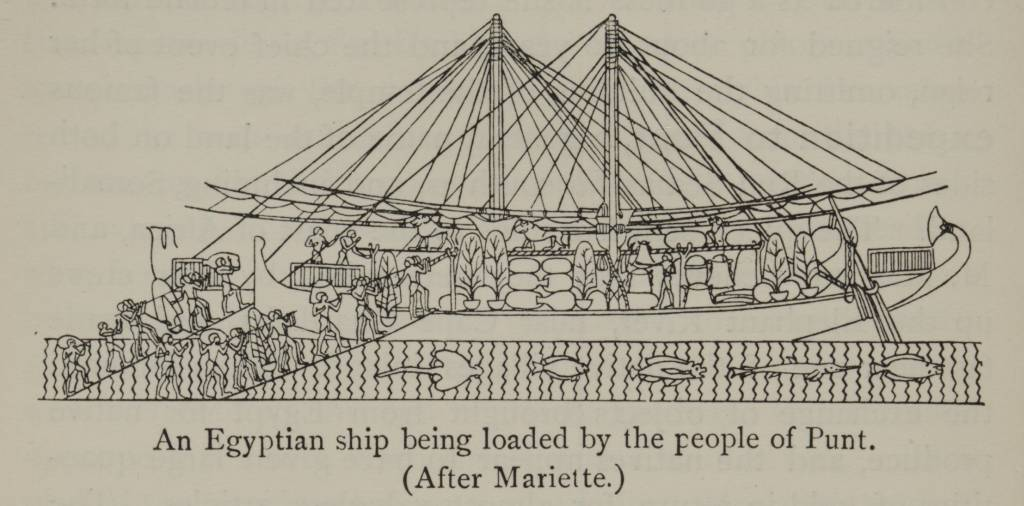
سفينة مصرية من البحرية المصرية القديمة في بعثة بلاد بونت من عصر الملكة حتشبسوت حوالي 1508-1458 ق.م
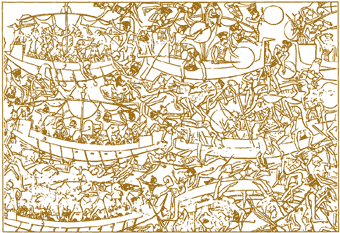
معركة البحرية المصرية القديمة مع شعوب البحر
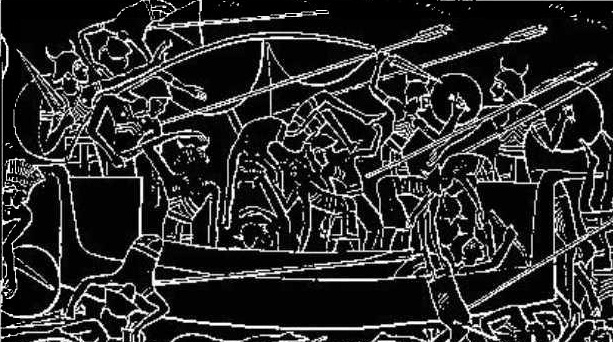
المعركة بين البحرية المصرية الفرعونية وشعوب البحر من معبد مدينة حابو
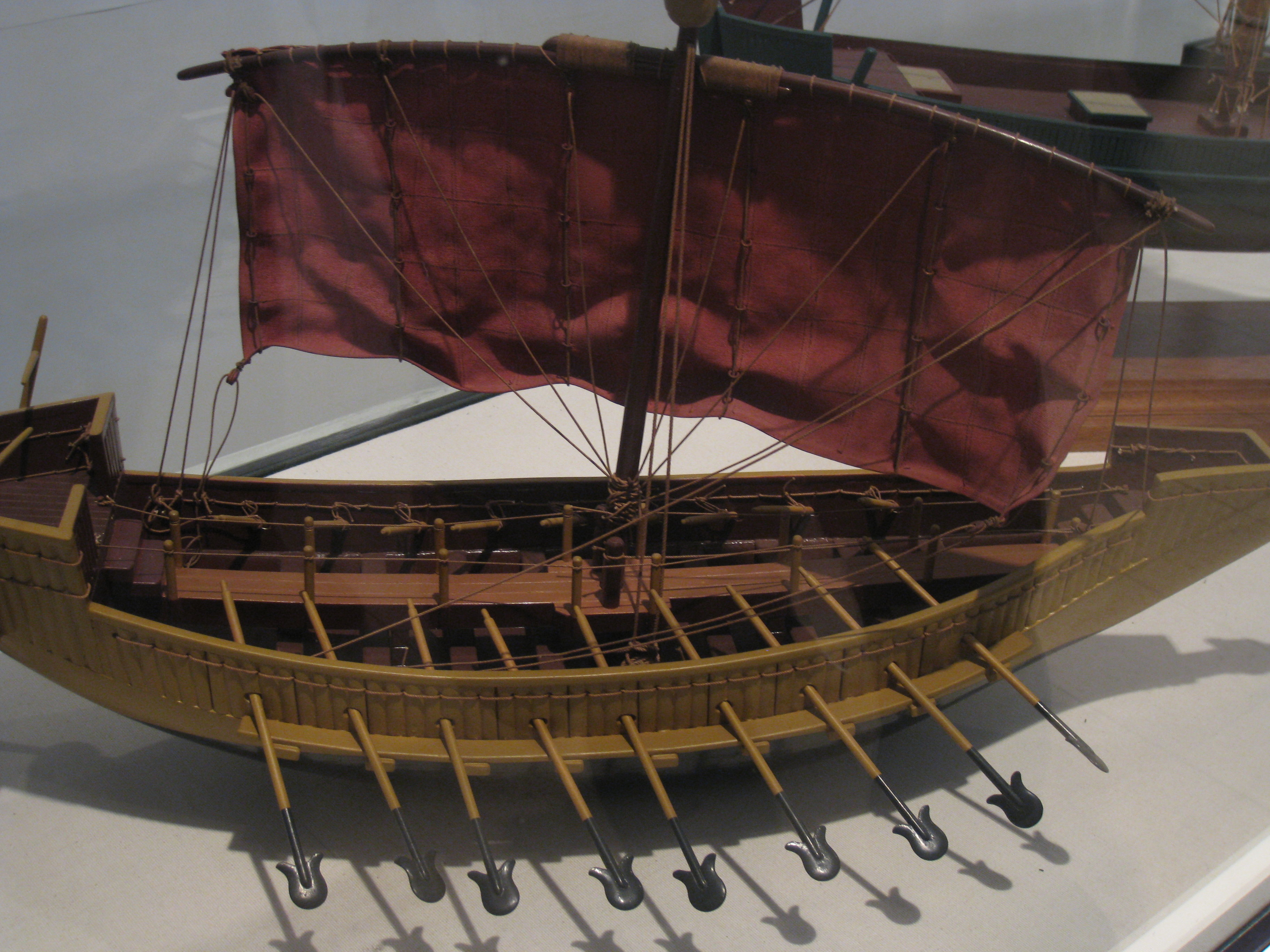
نموذج لسفينة حربية من البحرية المصرية الفرعونية حوالي 1200 ق.م
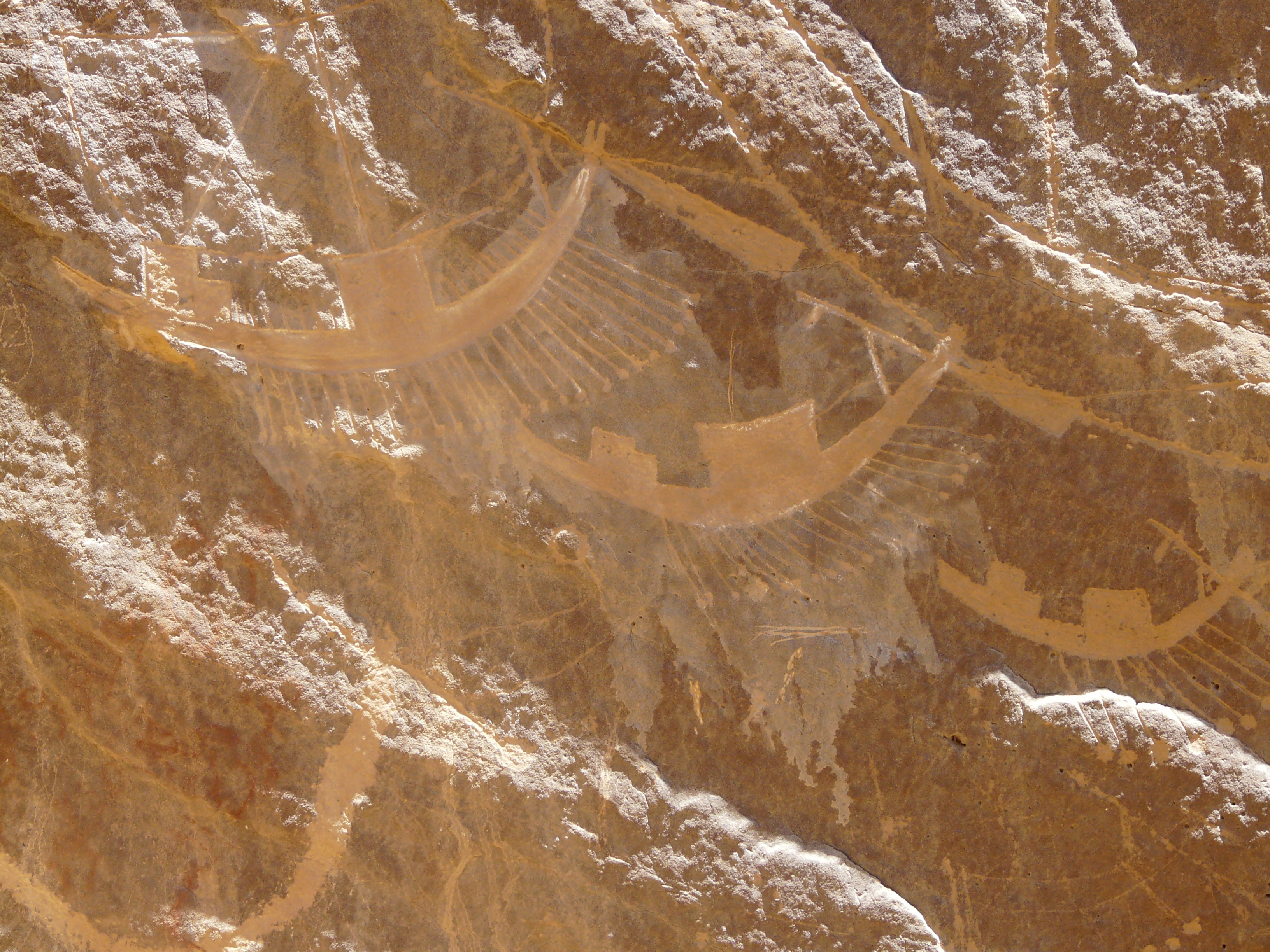
رسم على الصخر يمثل البحرية المصرية القديمة من منطقة جبل السلسلة
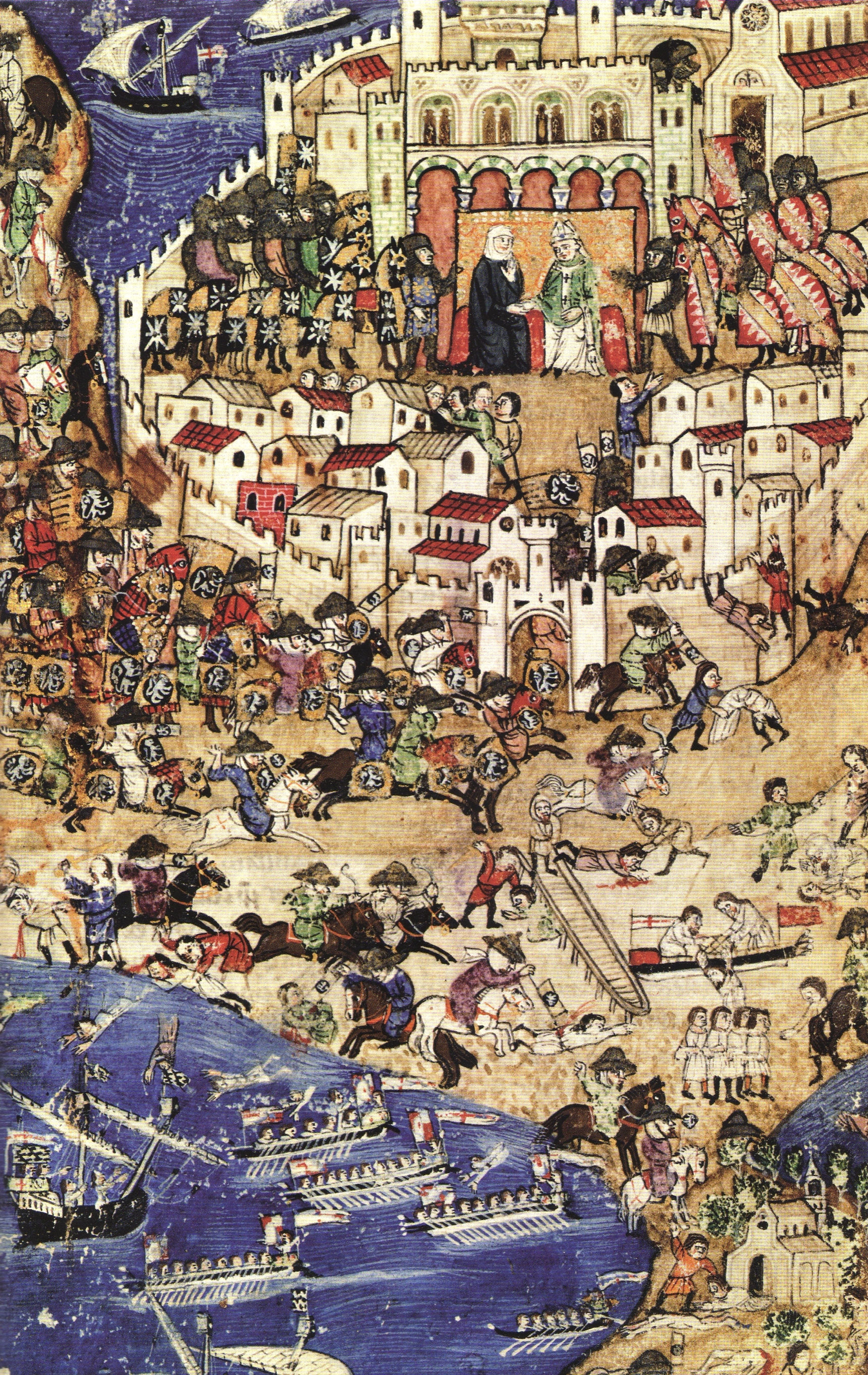
حصار مدينة طرابلس الغرب بواسطة الأسطول المصري المملوكي في عصور الحروب الصليبية عام 1289
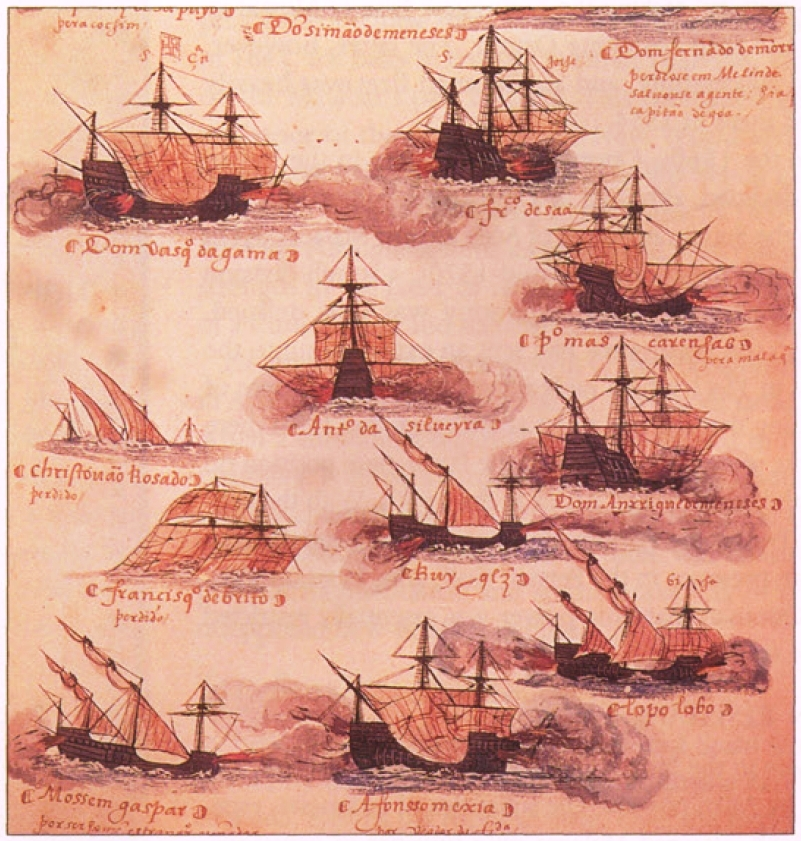
البحرية البرتغالية في المحيط الهندي التي هزمتها البحرية المصرية المملوكية في معركة شول في الهند 1502 ومعركة ديو في الهند 1509
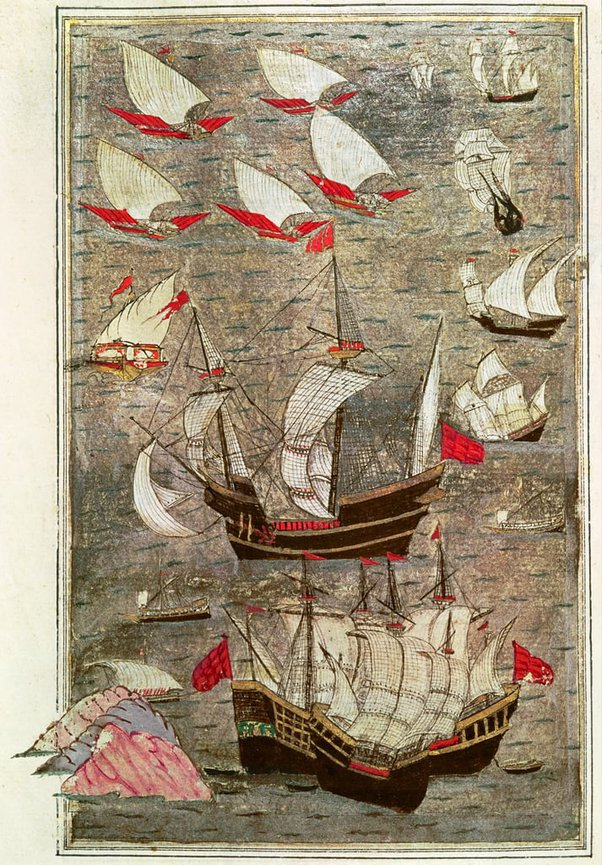
البحرية العثمانية المرتكزة في السويس بمصر وهي تبحر في المحيط الهندي حوالي القرن السادس عشر في عصر حملة أتشيه في بحر جاوه
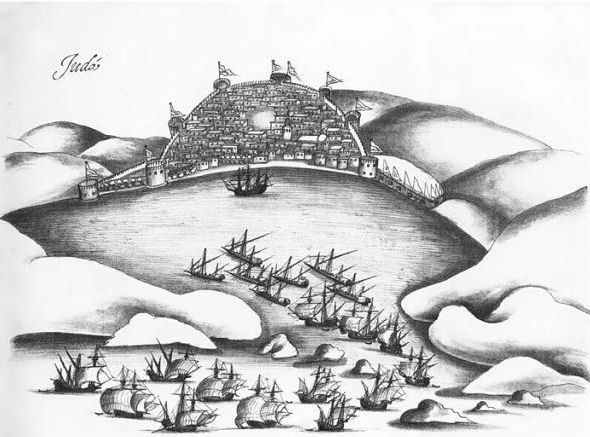
البحرية المملوكية المصرية والعثمانية المرتكزة في السويس بمصر تدفع هجوم البرتغاليين عن جدة 1517
معارك البحرية العثمانية من مصر ضد البرتغاليين
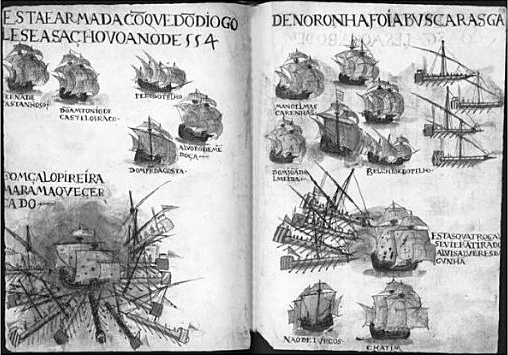
معارك البحرية العثمانية من مصر ضد البرتغاليين في هرمز 1552
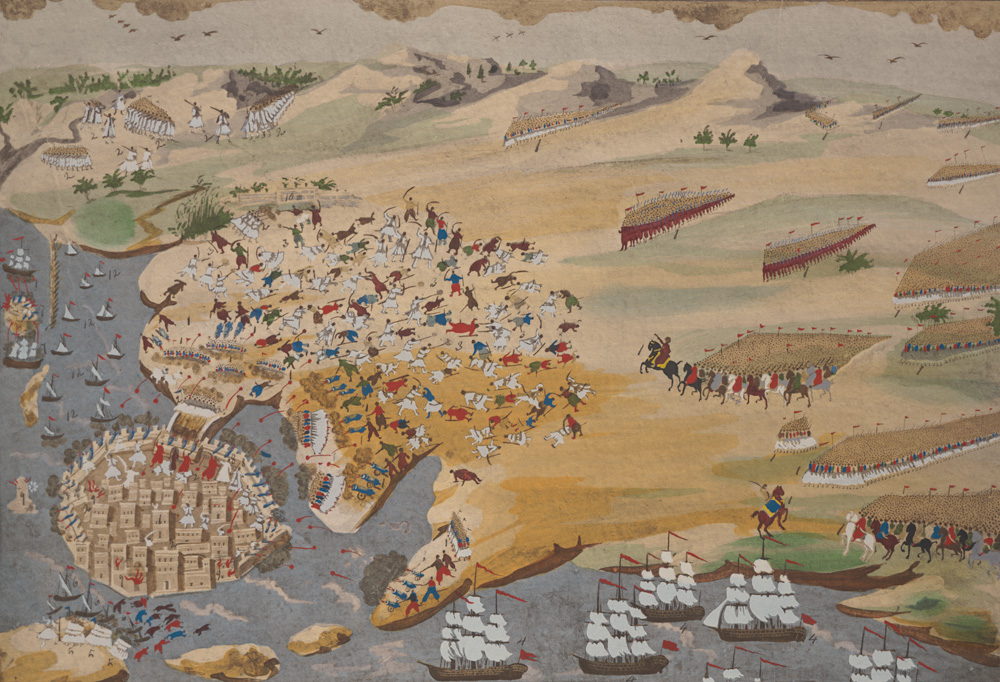
البحرية المصرية والعثمانية أثناء حرب استقلال اليونان عن الدولة العثمانية
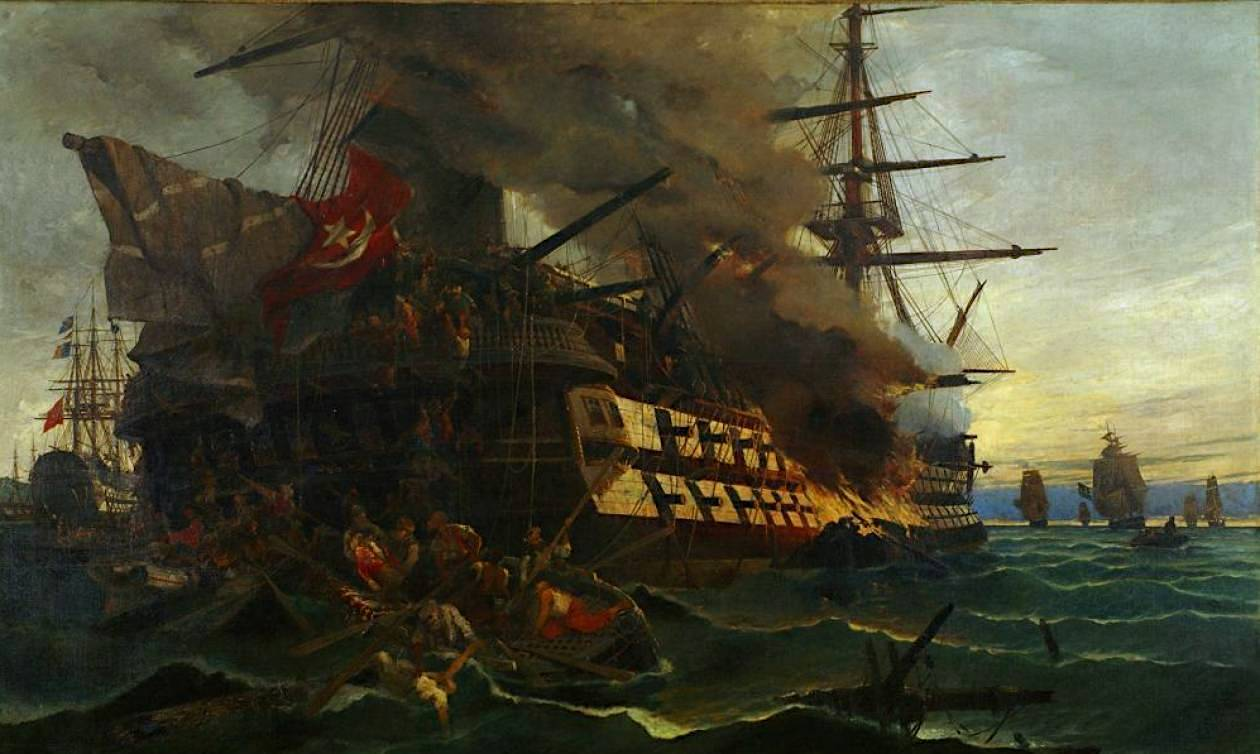
البحرية المصرية والعثمانية أثناء حرب استقلال اليونان عن الدولة العثمانية
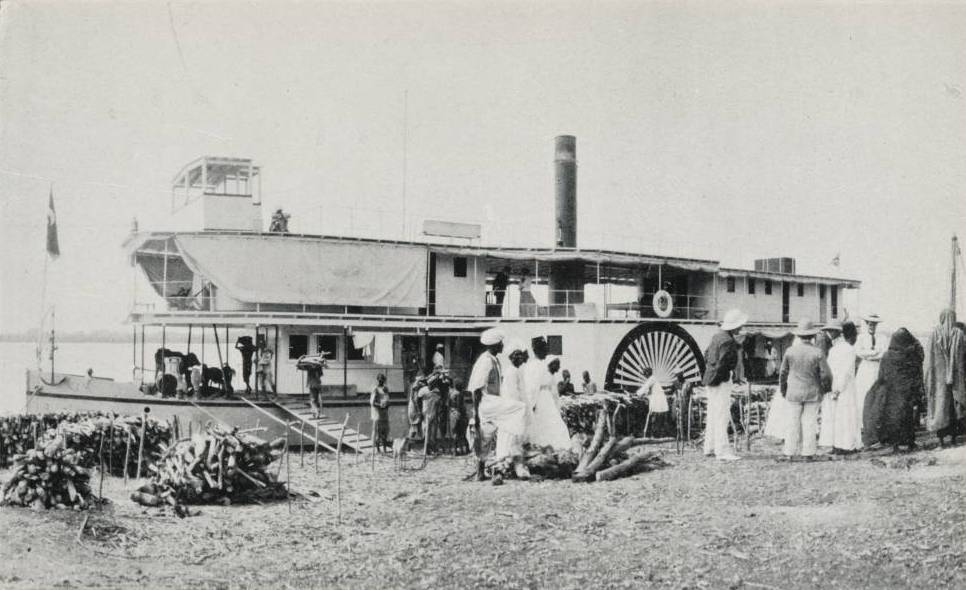
السفينة البخارية عباس باشا عام 1906
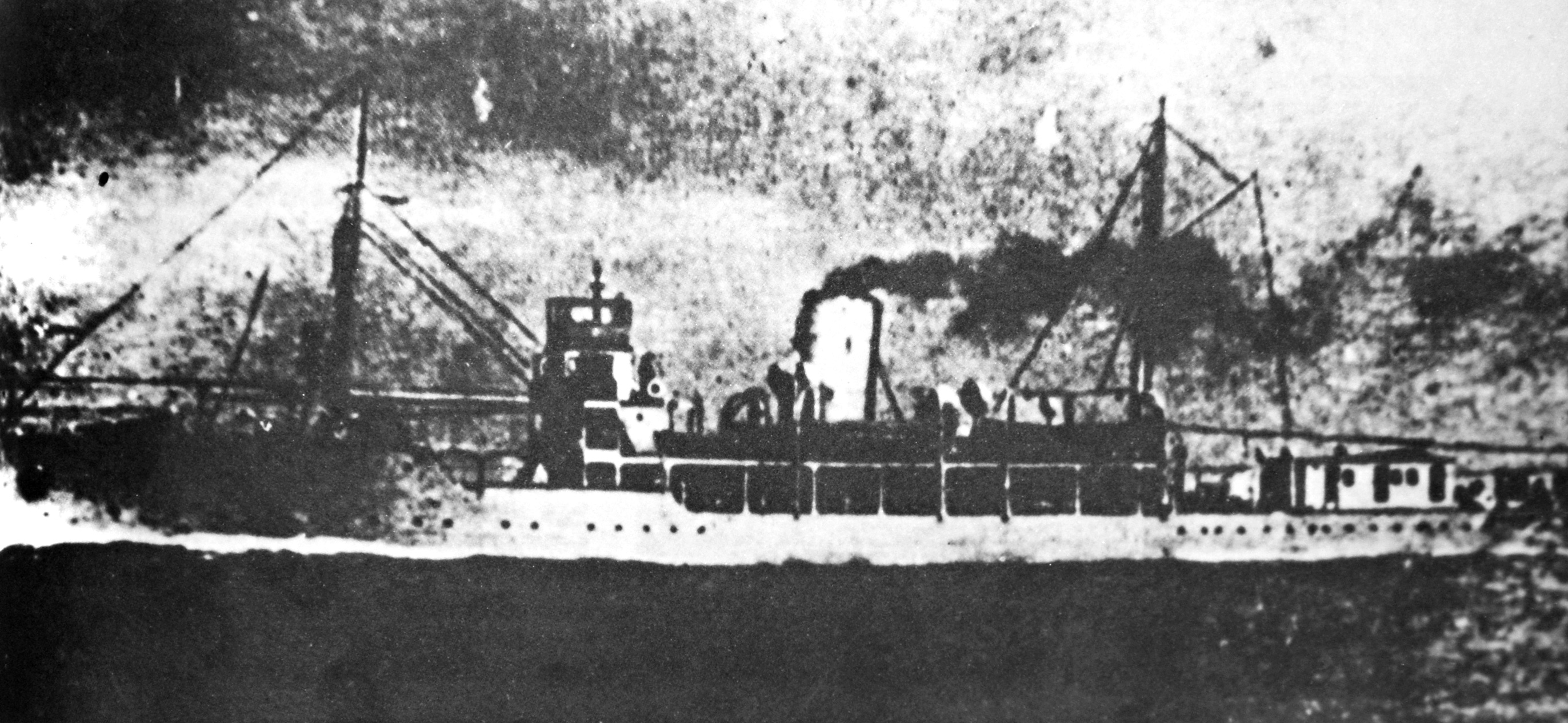
السفينة المصرية الأمير فاروق في 1948
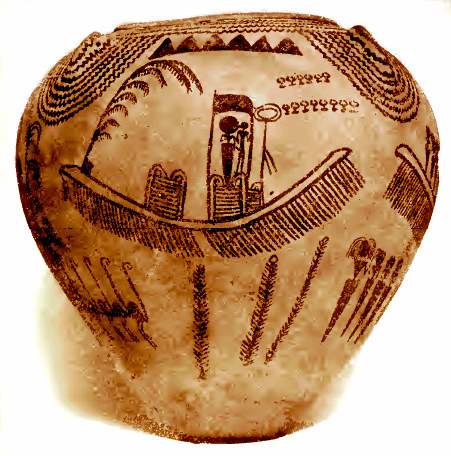
زورق مرسوم على إناء فخاري من عصر ما قبل الأسرات في مصر
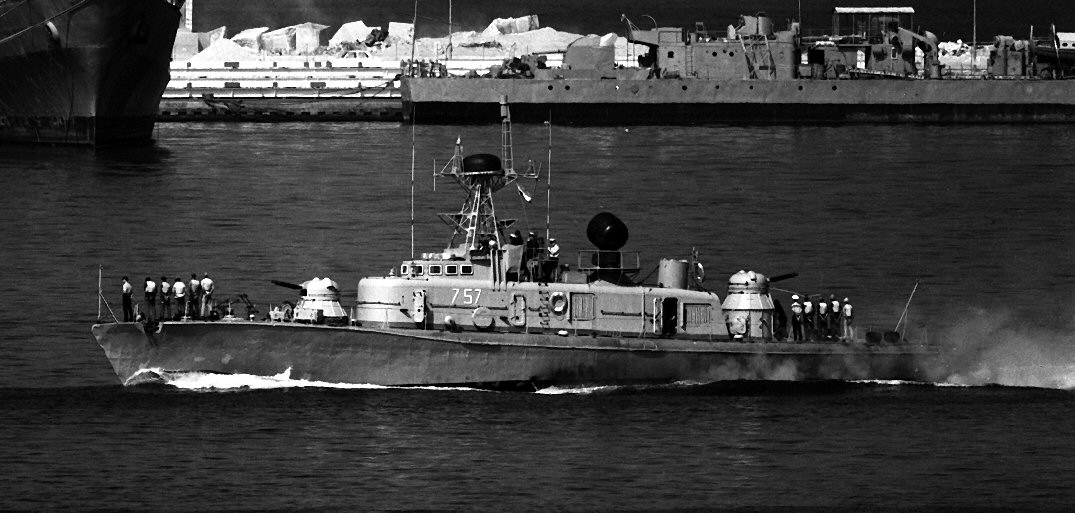
لنش طوربيد مصري.
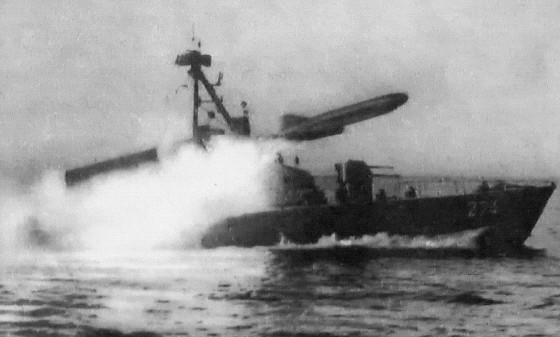
لنش صواريخ مصري
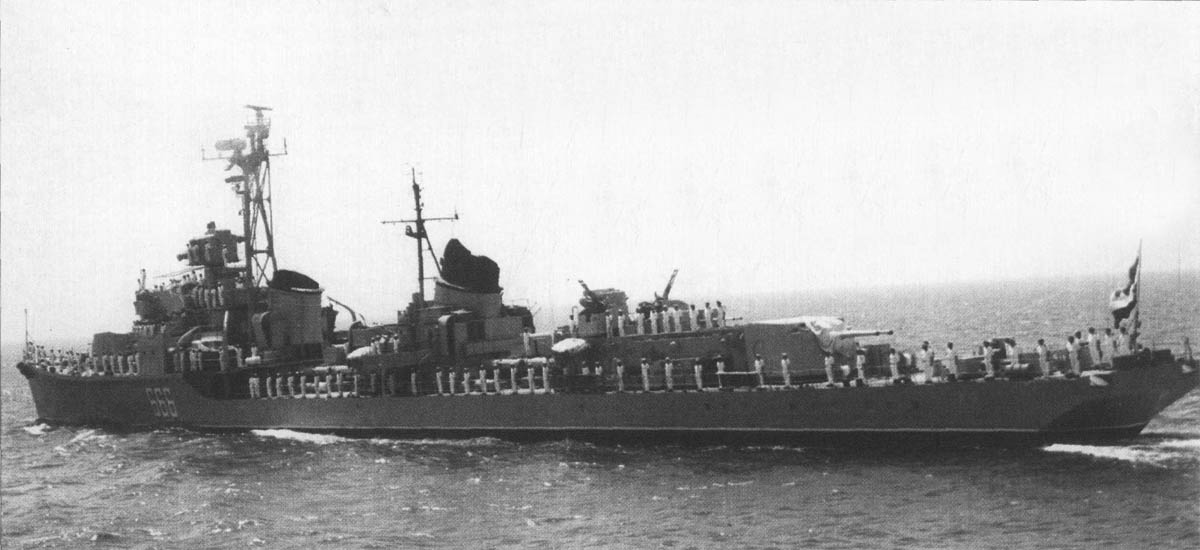
المدمرة المصرية الظافر
غواصة من طراز روميو المستخدم في البحرية المصرية
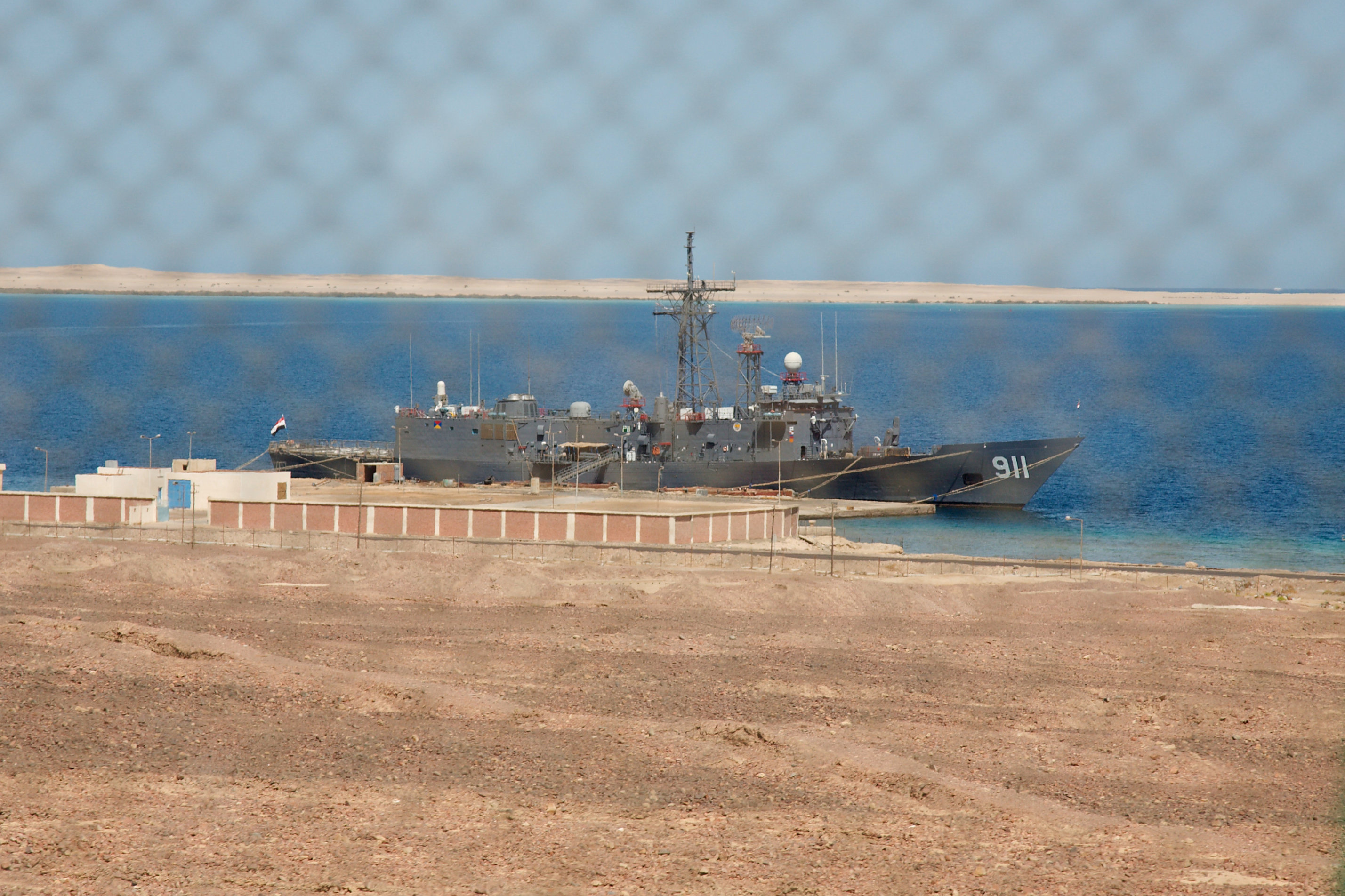
فرقاطة 911 للبحرية المصرية بالمرسى
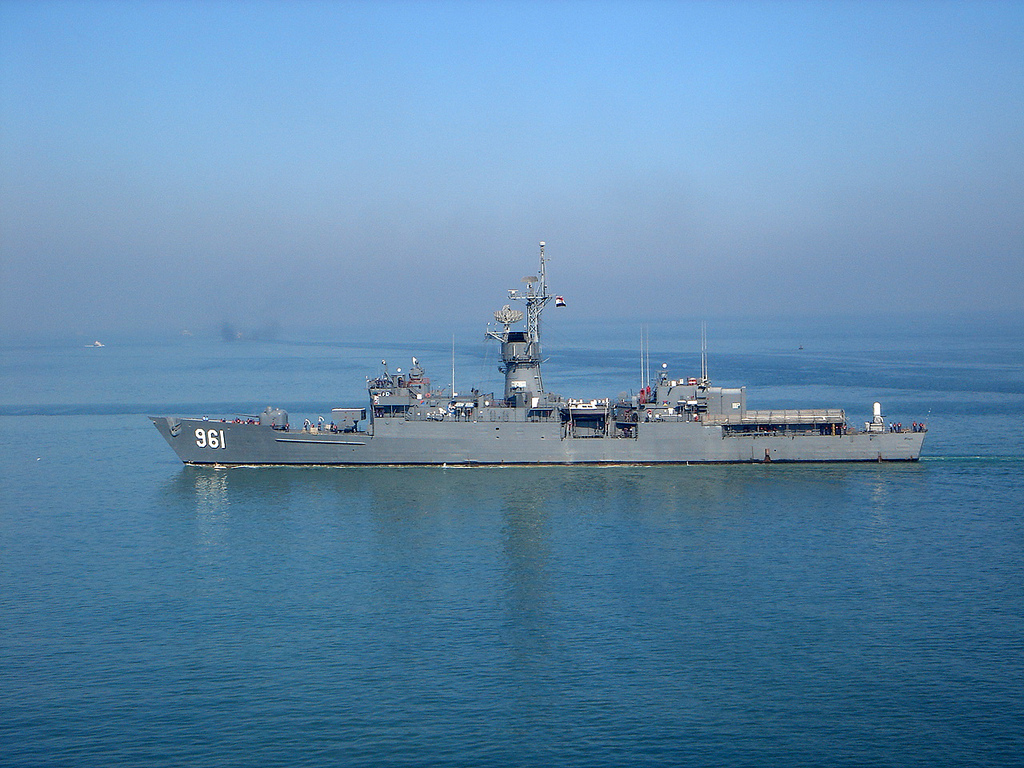
فرقاطة للبحرية المصرية من رتبة «نوكس»